# アマリリス
アマリリス（学：Hippeastrum、Amaryllis、Worsleya）は、ヒガンバナ科に含まれる属の一つ。または、ヒッペアストルム属、ホンアマリリス属、ブルーアマリリス属に含まれる球根植物の総称。本ページでは各アマリリスの概要について解説する。詳細は、各ページ先を参照されたい。

## ヒッペアストルム属の『アマリリス』
アマリリス（学：Hippeastrum）は、ヒガンバナ科に含まれる属の一つ。または、ヒッペアストルム属に含まれる植物の総称。狭義では多数の園芸品種が作り出されているハイブリッド園芸種 Hippeastrum x hybridum（ヒッペアストルム・ヒブリドゥム）を指す。

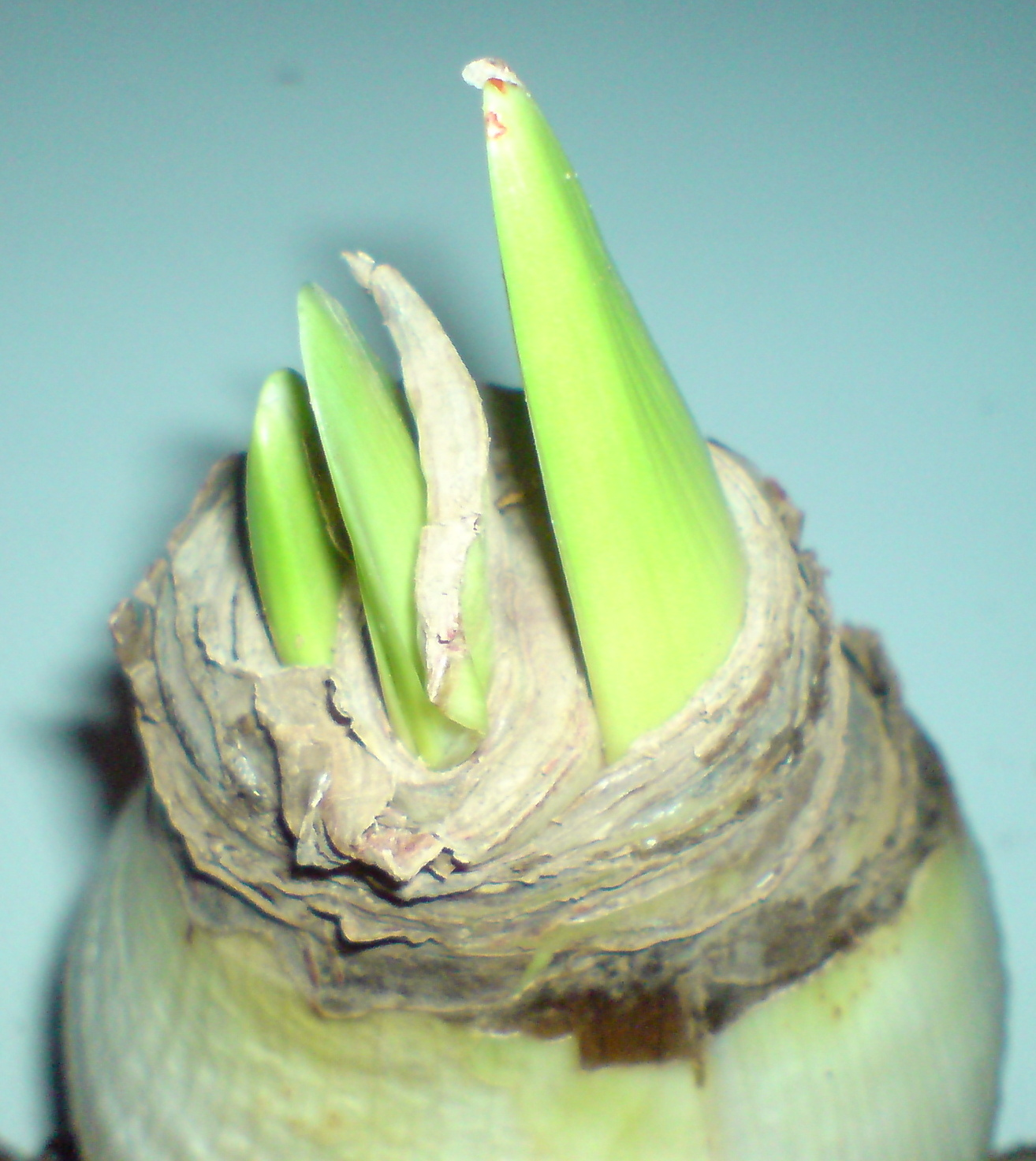
球根

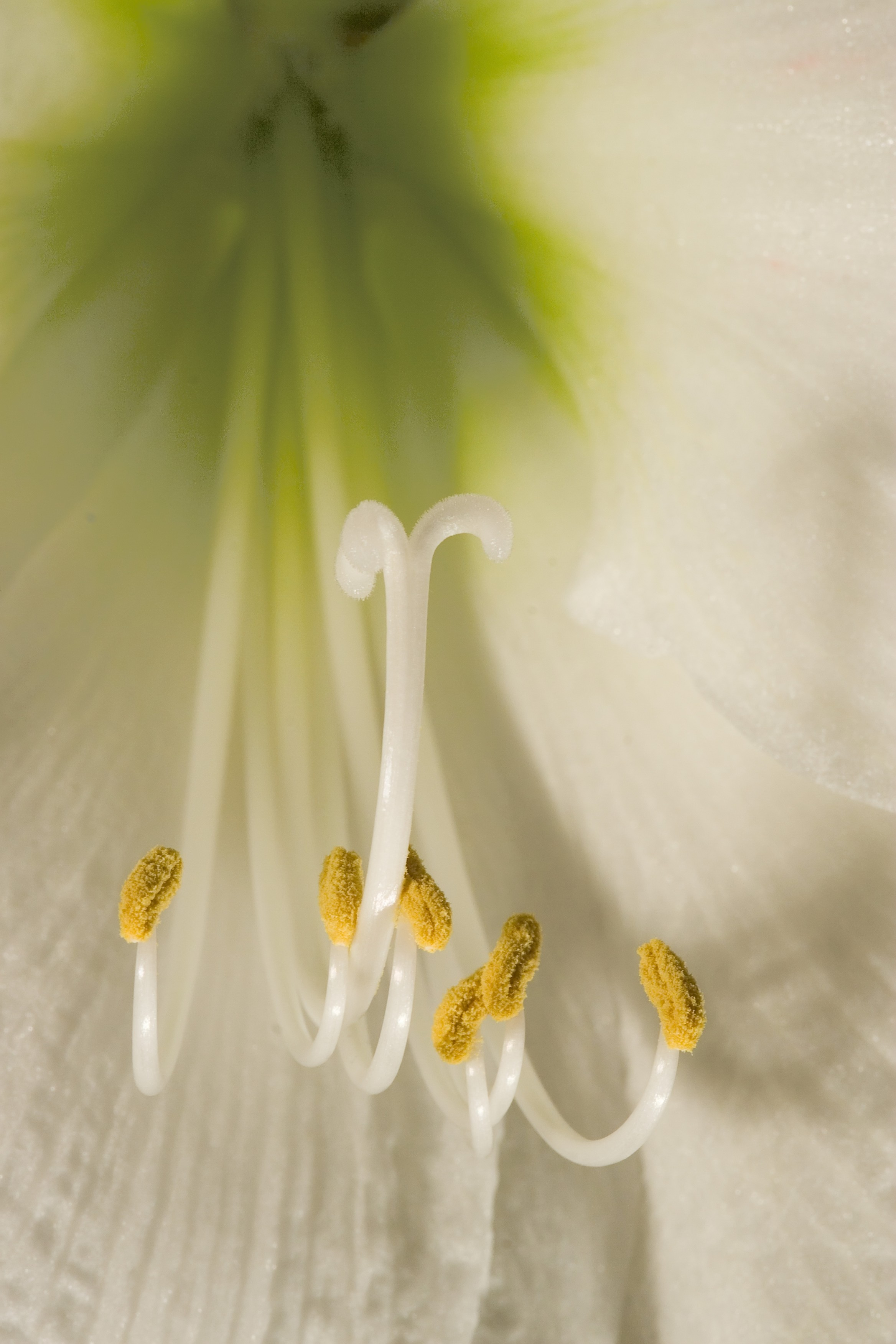
雌しべの先端は分かれる

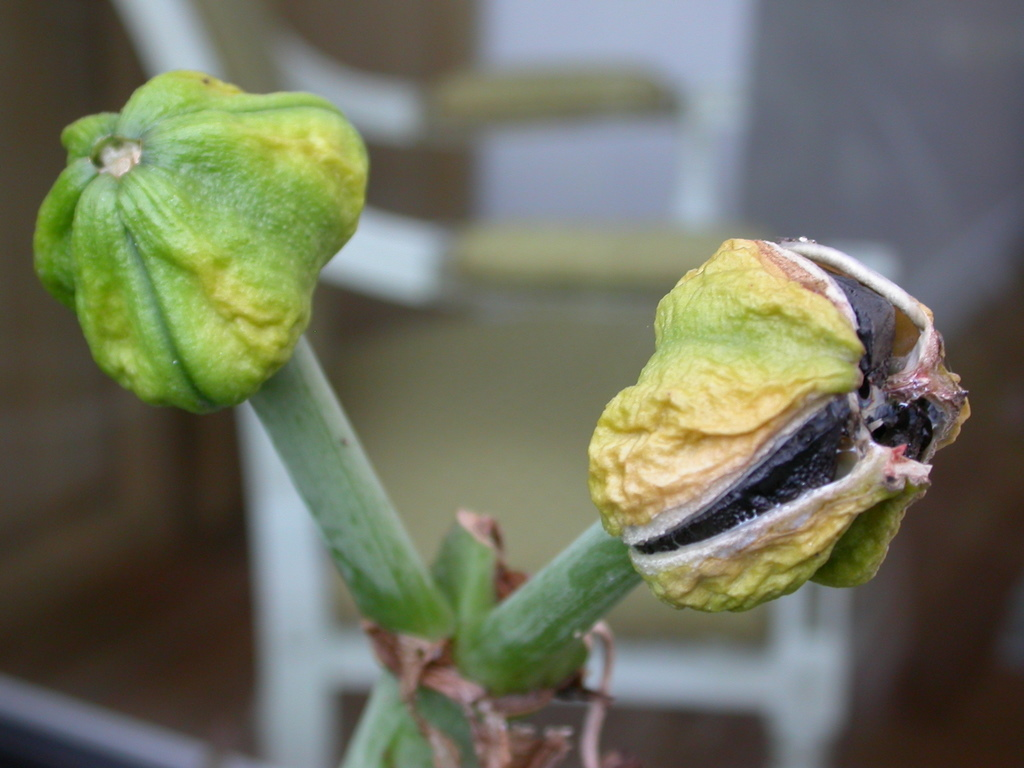
果実が割れて種子が見えている

特徴として南アメリカ～中央アメリカが原産地にあたる。直射日光を好むが、球根が乾燥しすぎると成育が衰えるので水切れにならないように注意する。江戸時代渡来した中輪で先端が尖った花弁を持つ在来種のアマリリスと、近代になって日本に渡来した先端が鈍く大輪のアマリリスに大別される。外来種のアマリリスはやや寒さに弱いので管理に注意する。シロスジアマリリス（白筋アマリリス：Hippeastrum reticulatum var. striatifolium）は開花時期が秋であり、アマリリスと比べると華美ではないが涼しげな印象を与える品種もある。。花期は春～初夏頃で、地植えすると、花茎と葉が同時に地上に顔を出す。冬になると地上部は枯れて休眠状態で越冬する。日本では先駆けてベニスジサンジコ（紅筋山慈姑） と キンサンジコ（金山慈姑）ジャガタラスイセン（咬吧水仙）が渡来した。違いの詳細については、#アマリリス (ヒッペアストルム属) とホンアマリリスの違いを参照。 

### 様々な種類のアマリリス（ヒッペアストルム属）

#### 園芸種のアマリリス

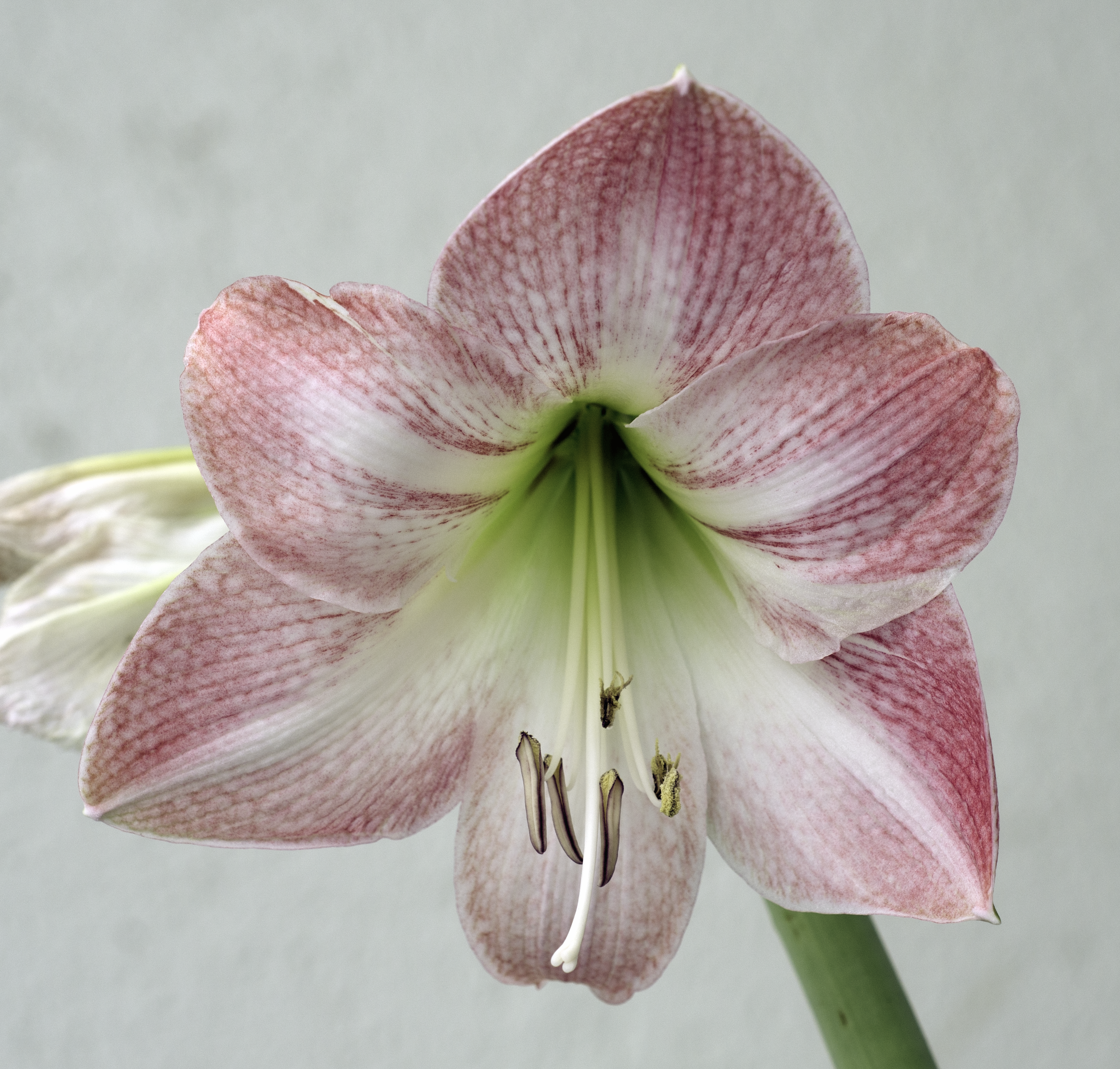
アップルブロッサム
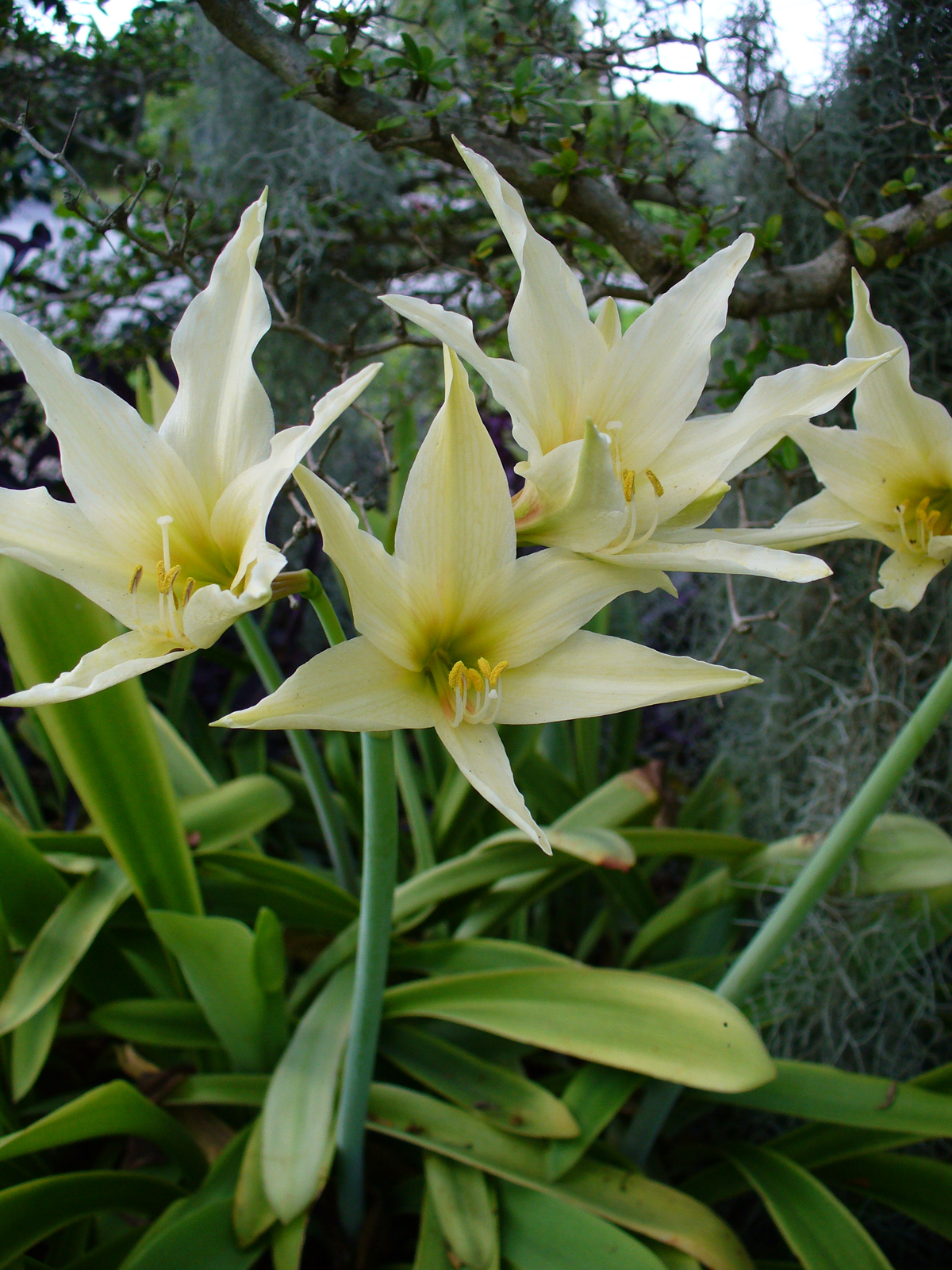
エヴァンシアエ種
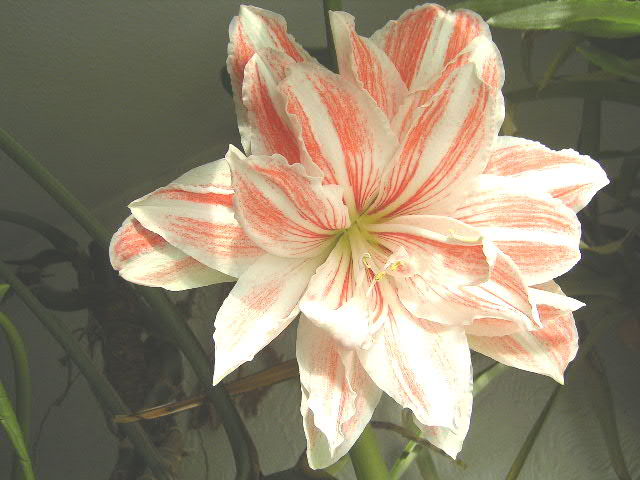
キャンディケイン
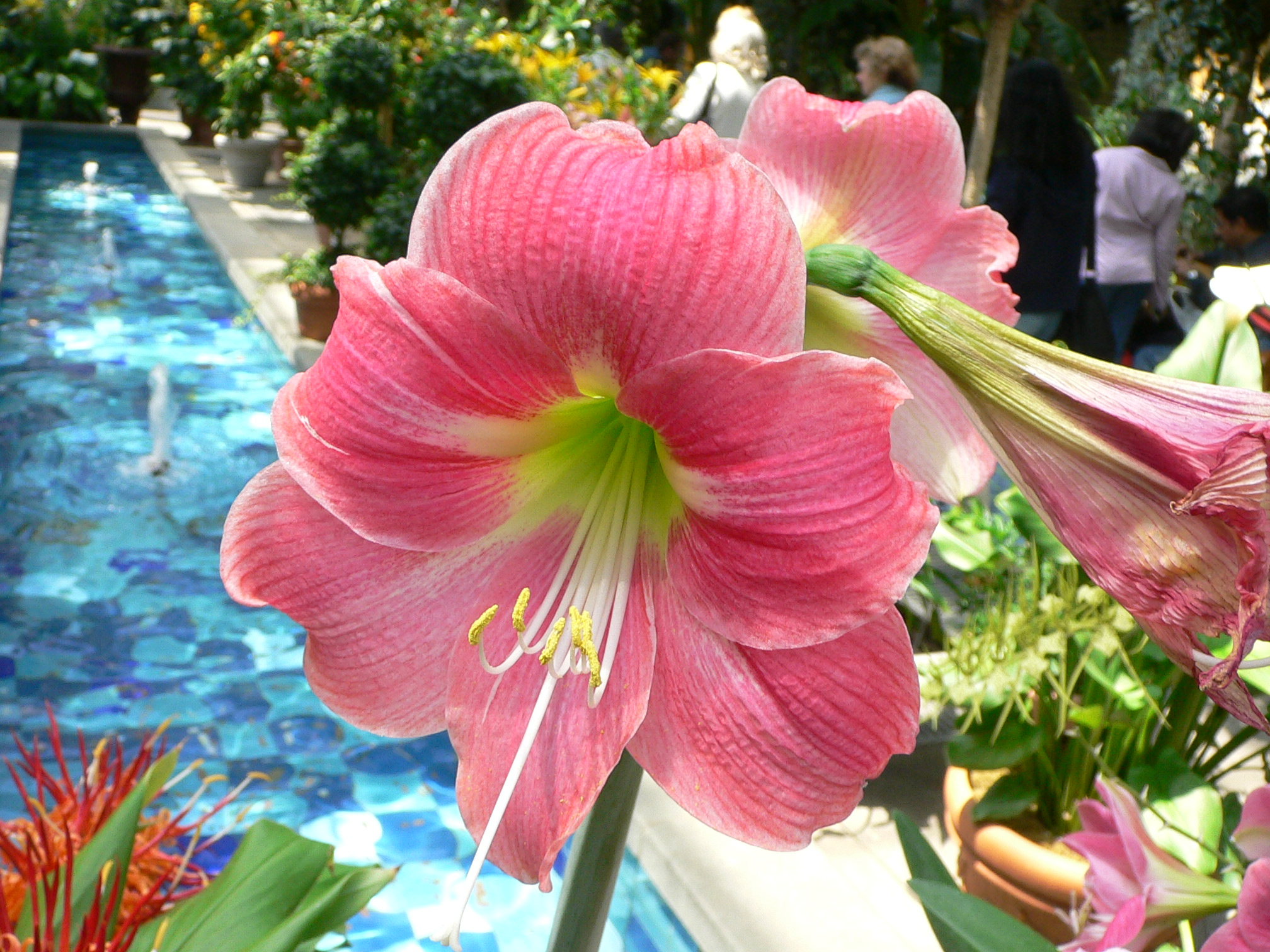
キャンディフロス
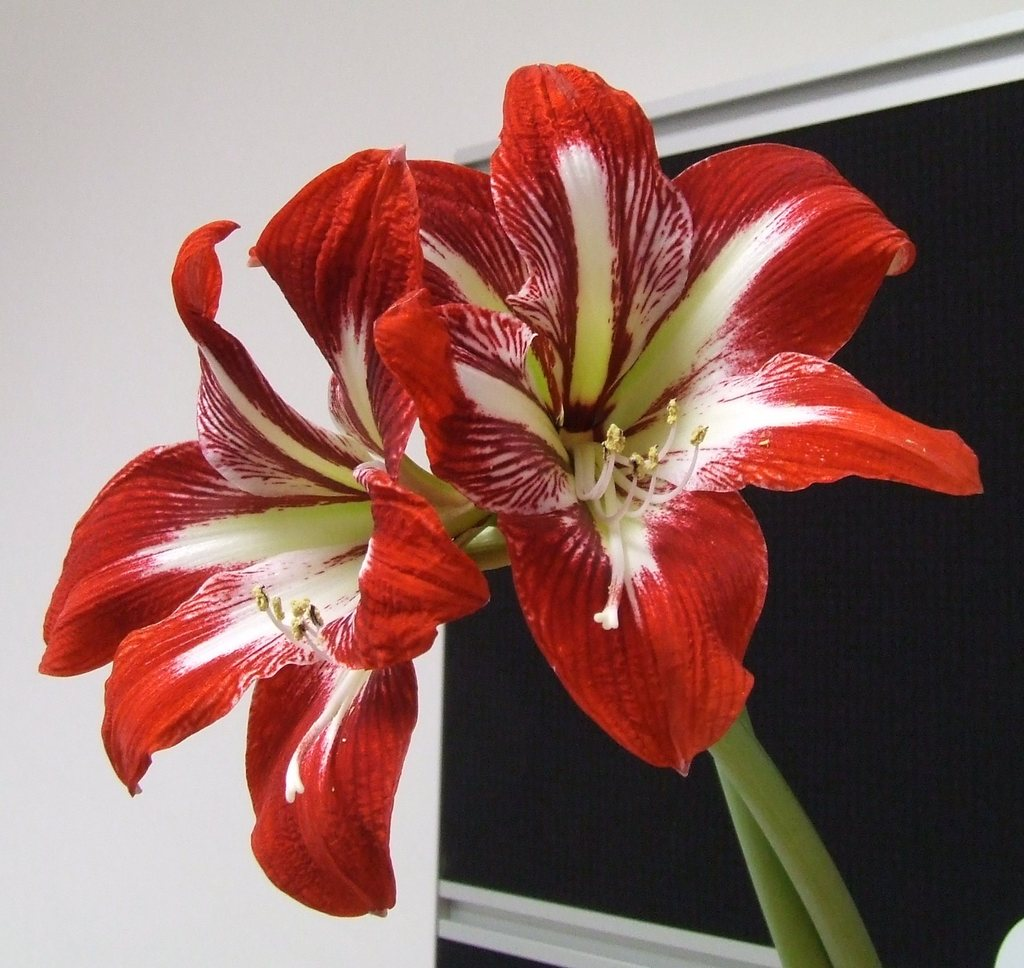
ギルマー
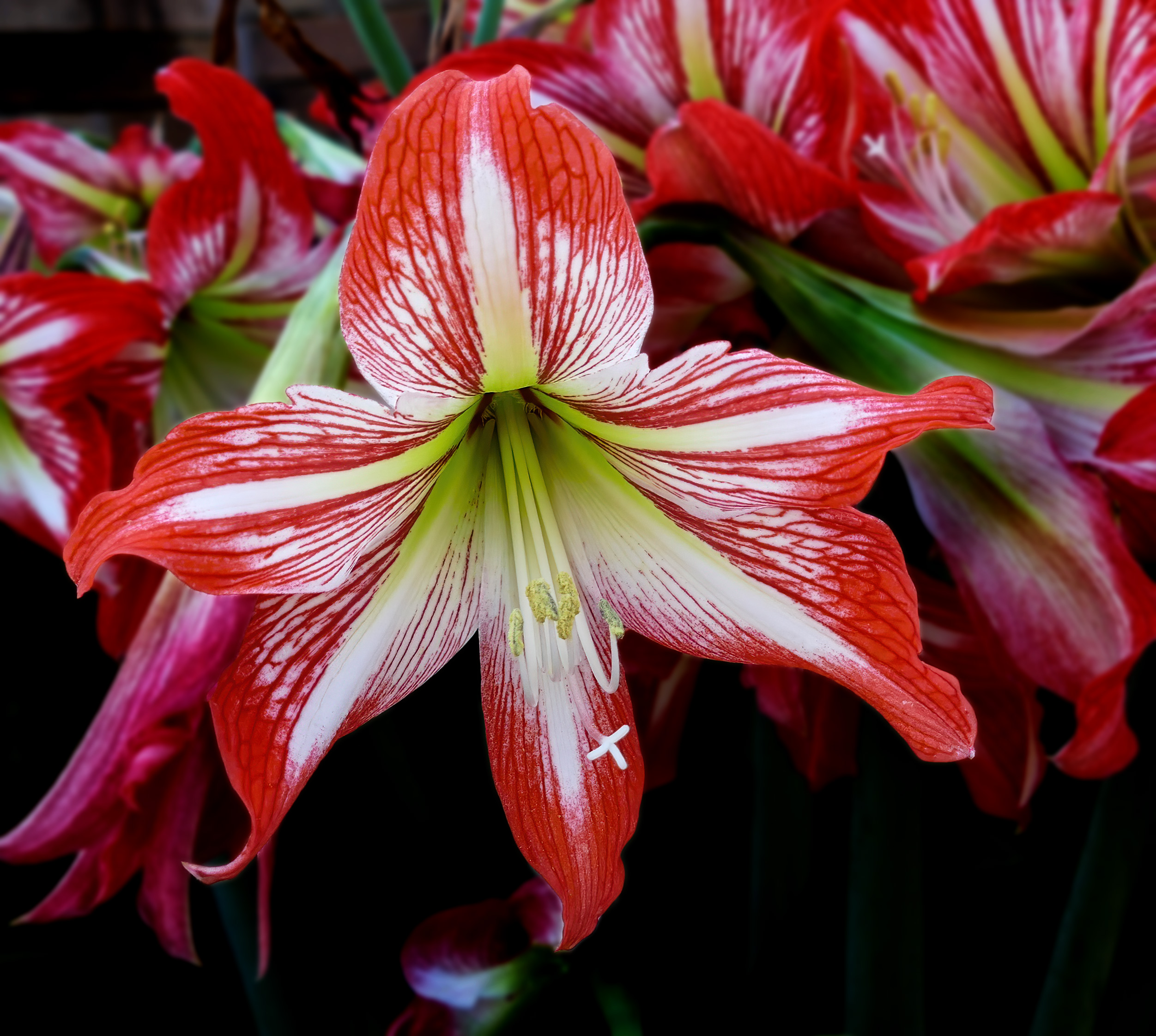
コレイレンス種
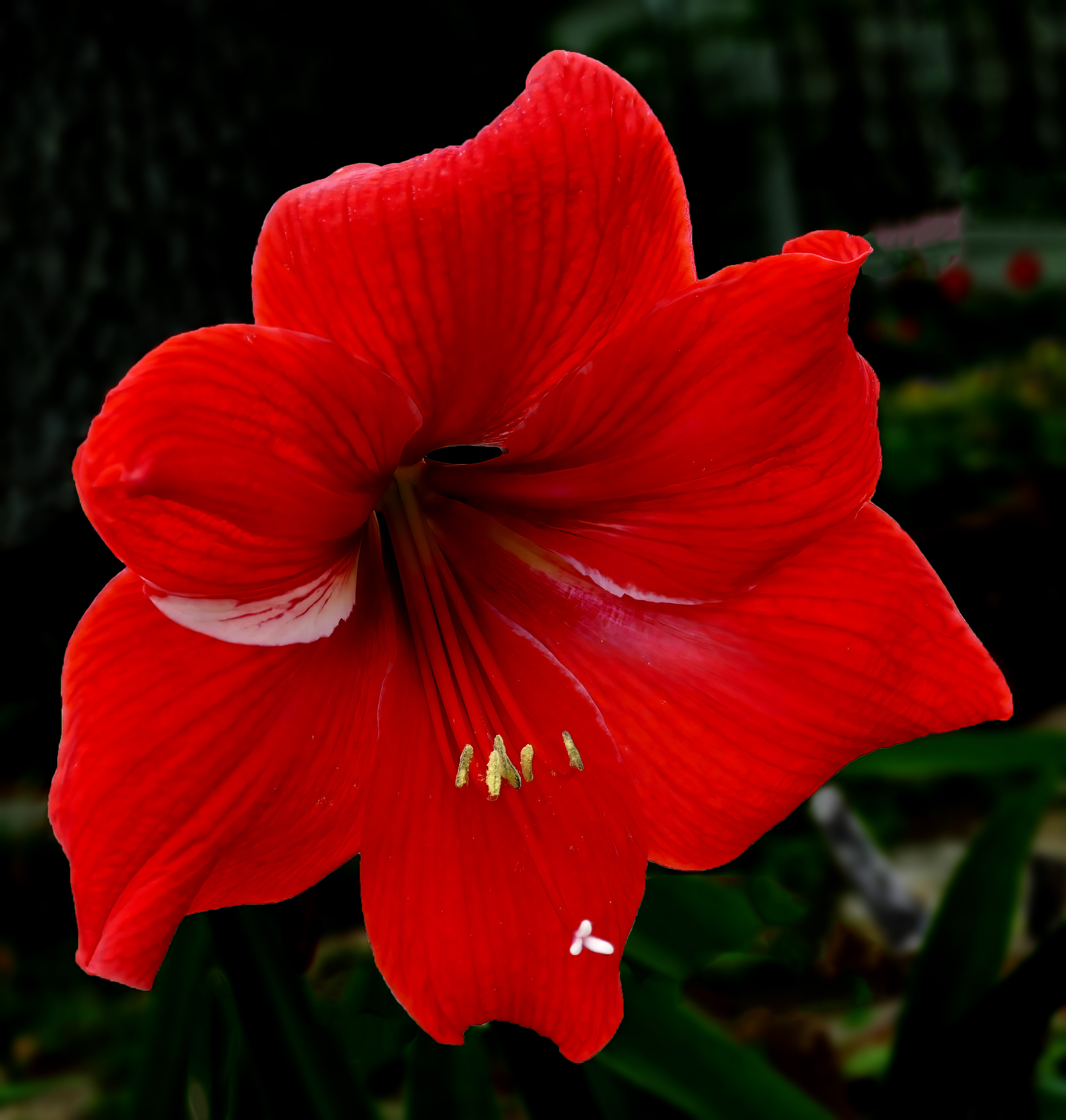
コリブリ
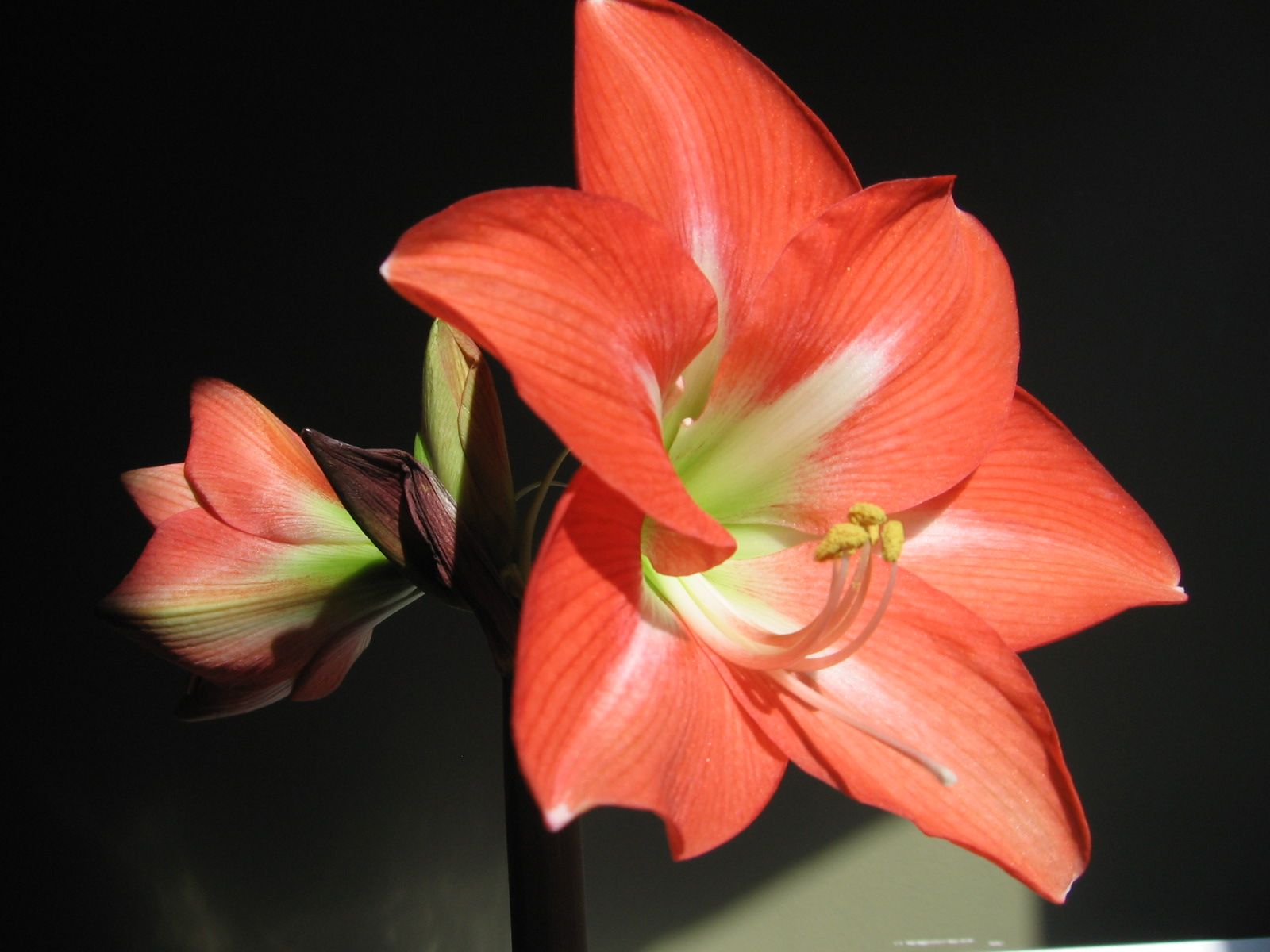
シャルムール
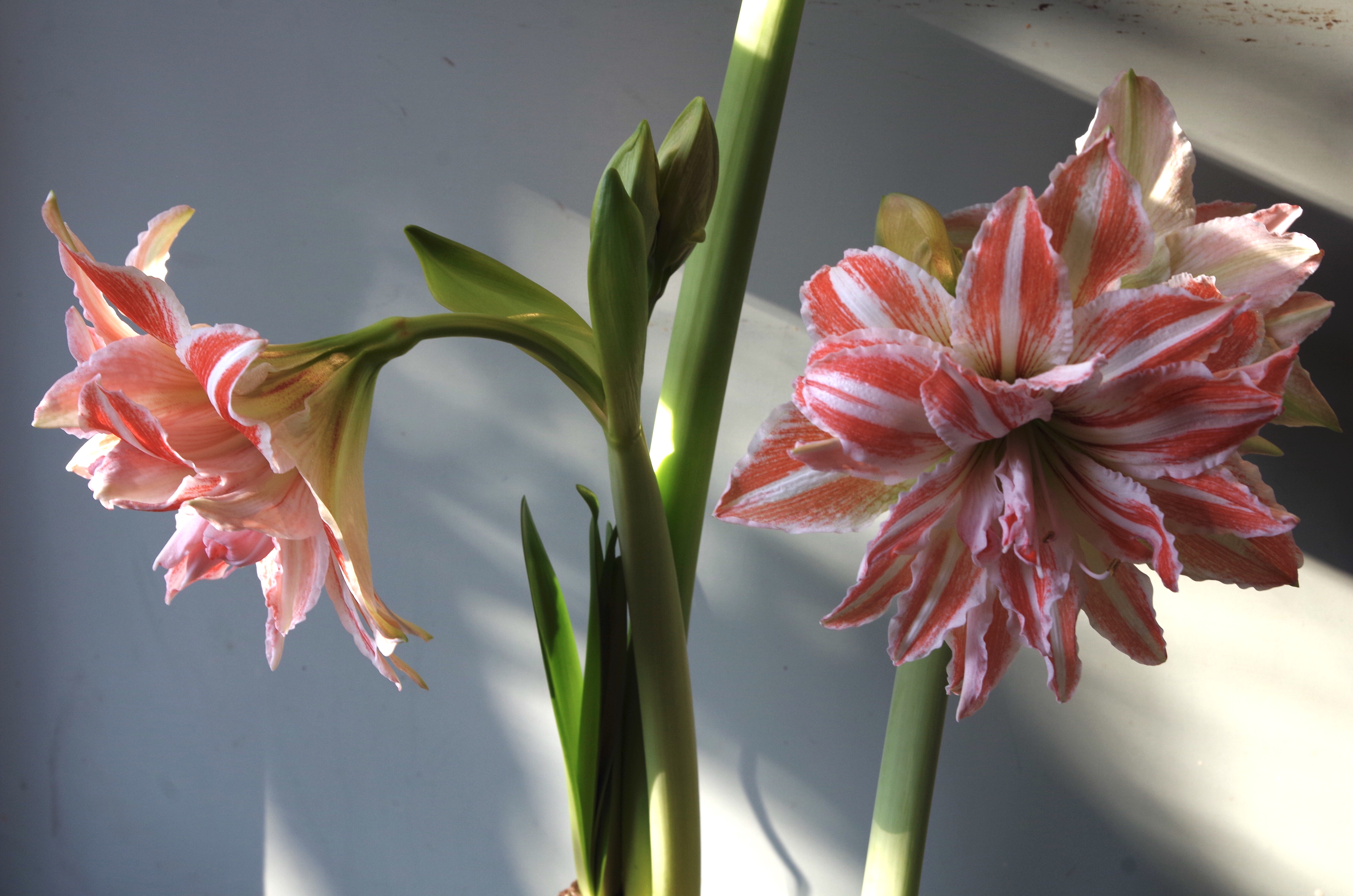
ダンシングクイーン 冬咲きの品種である
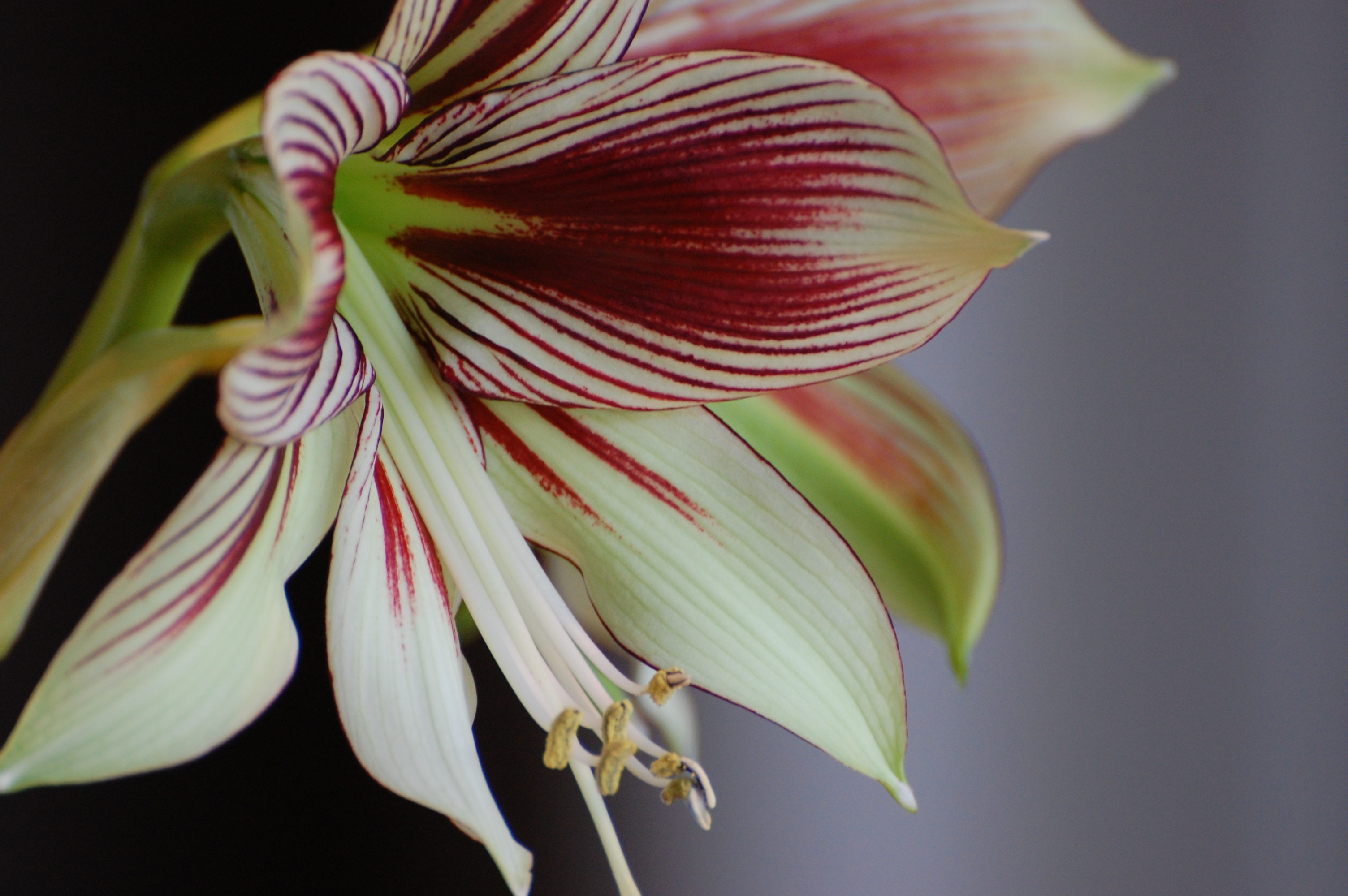
パピリオ
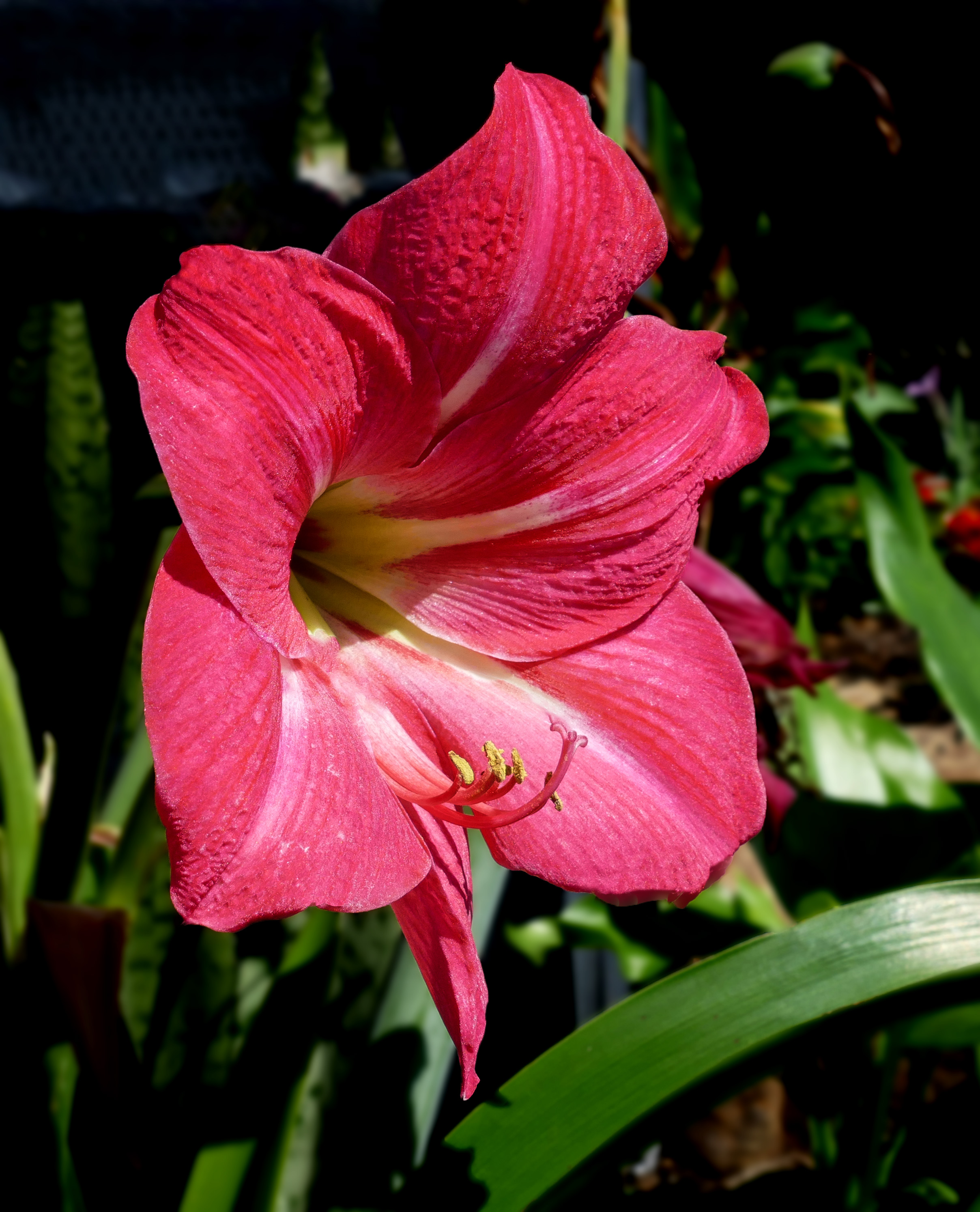
ピンクダイヤモンド
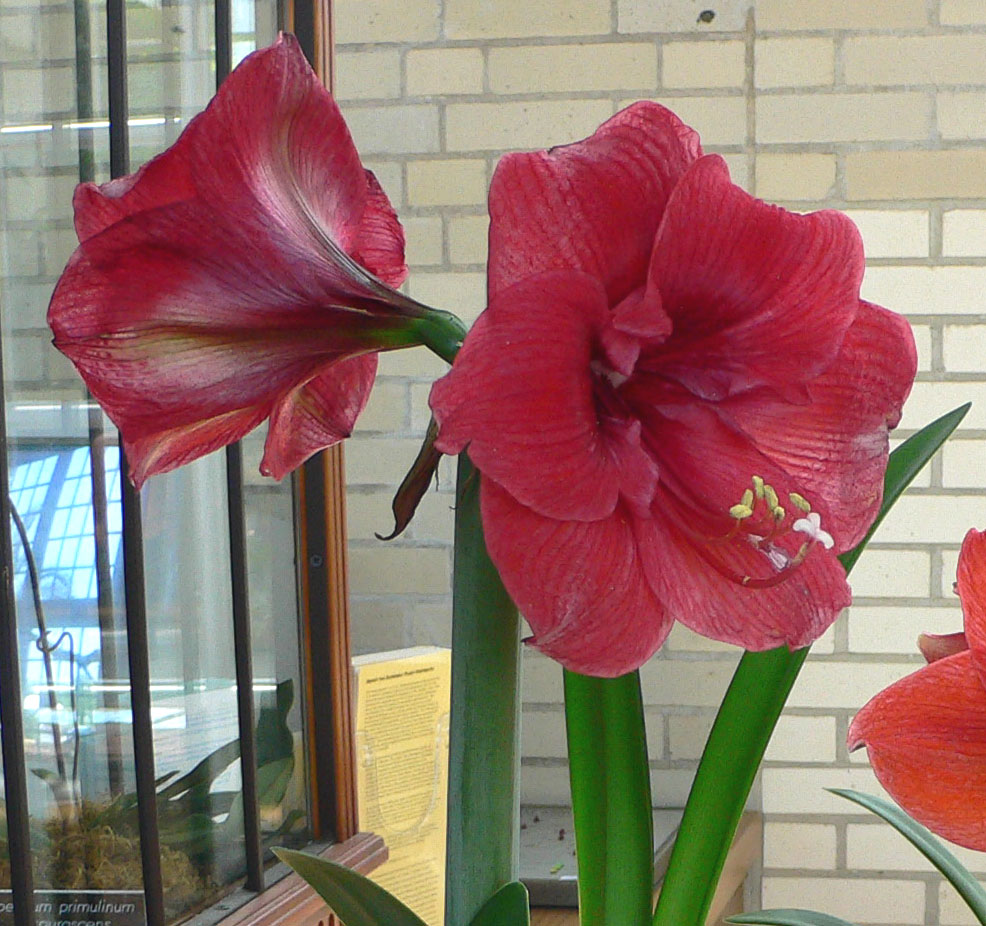
メリークリスマス
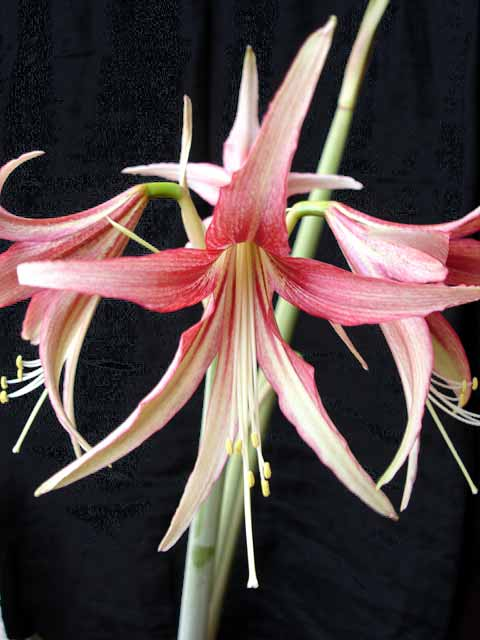
リマ
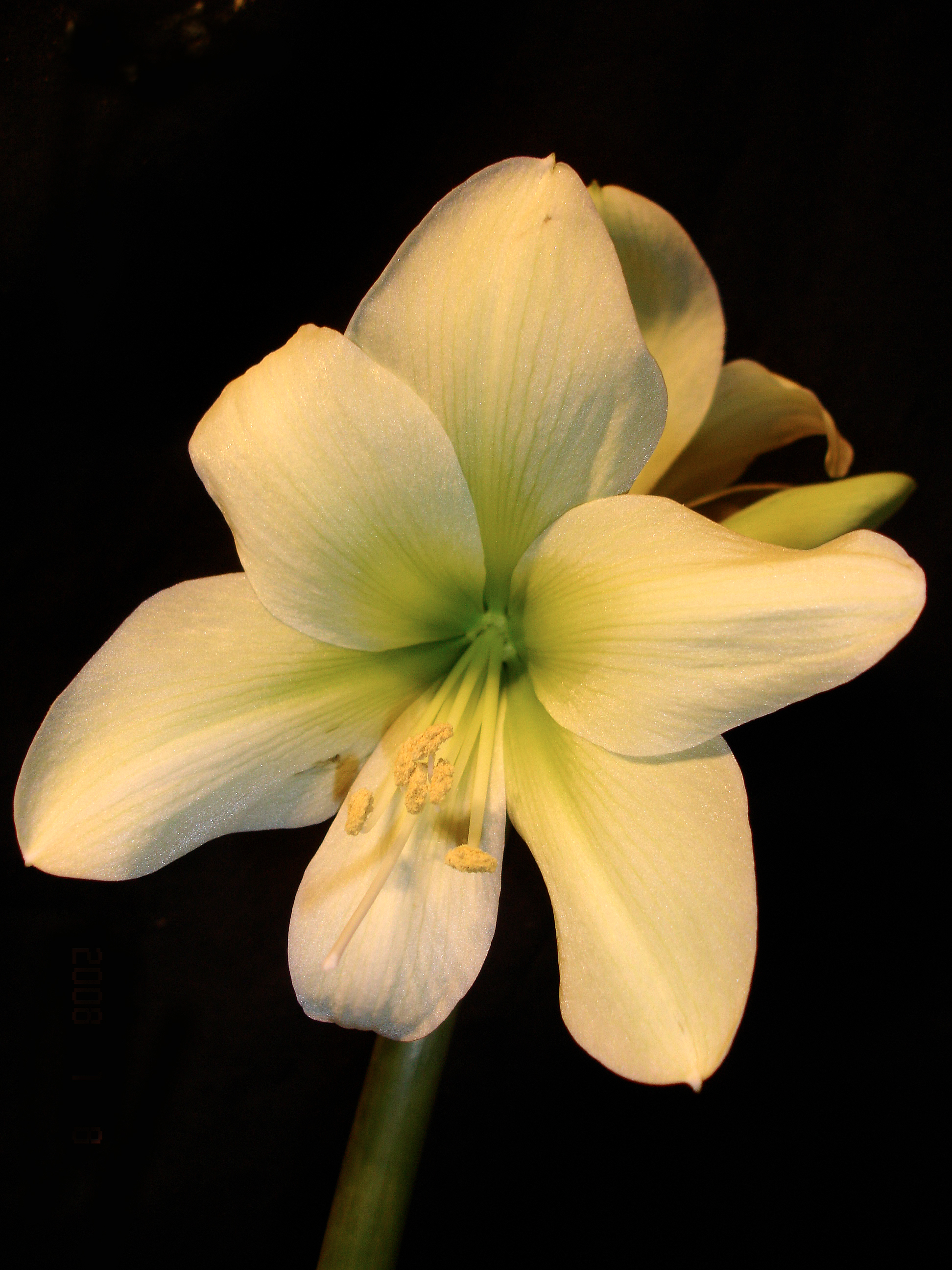
レモンシャーベット
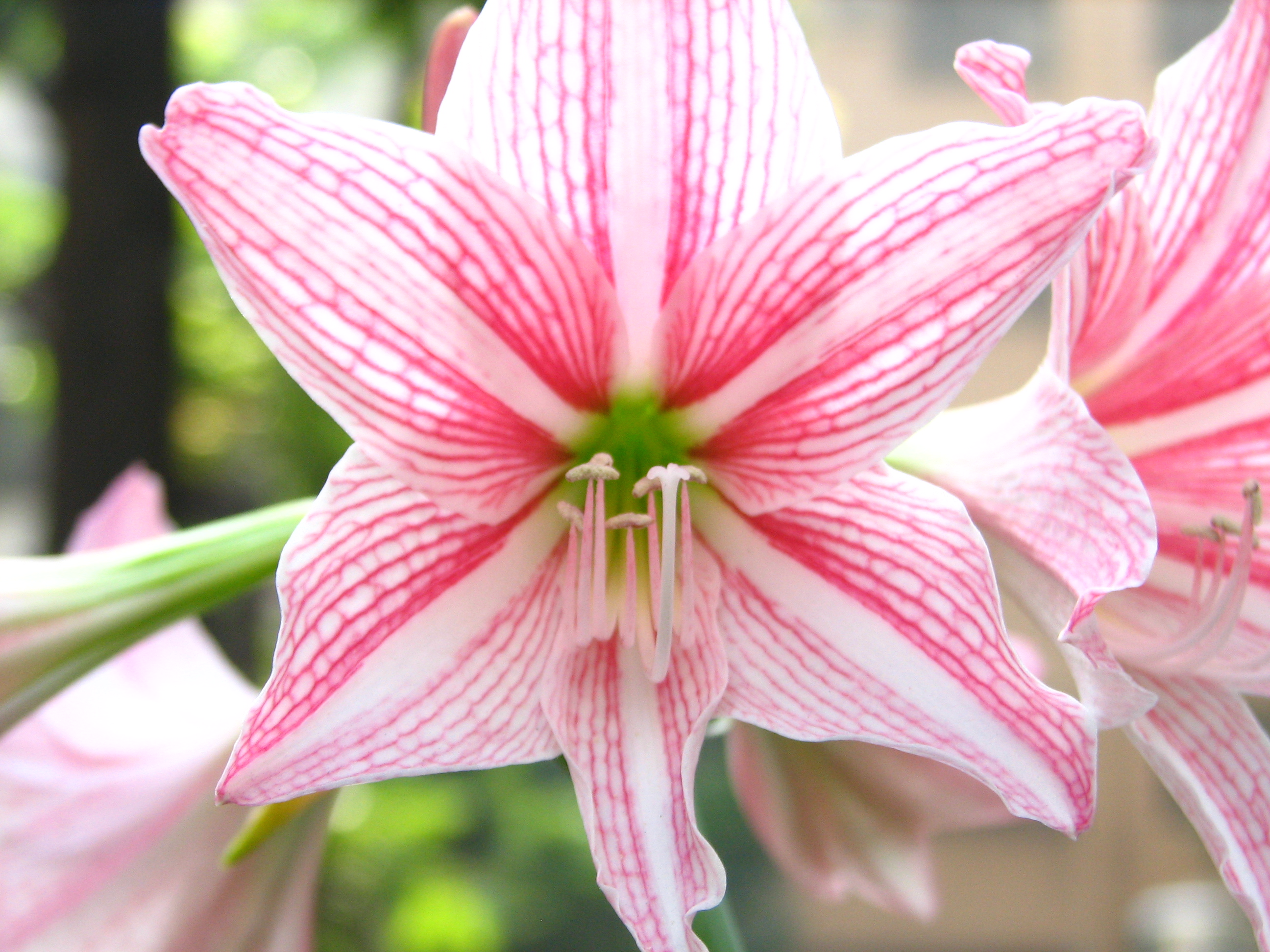
シロスジアマリリス。開花時期は秋である。

#### 在来種とされるアマリリス

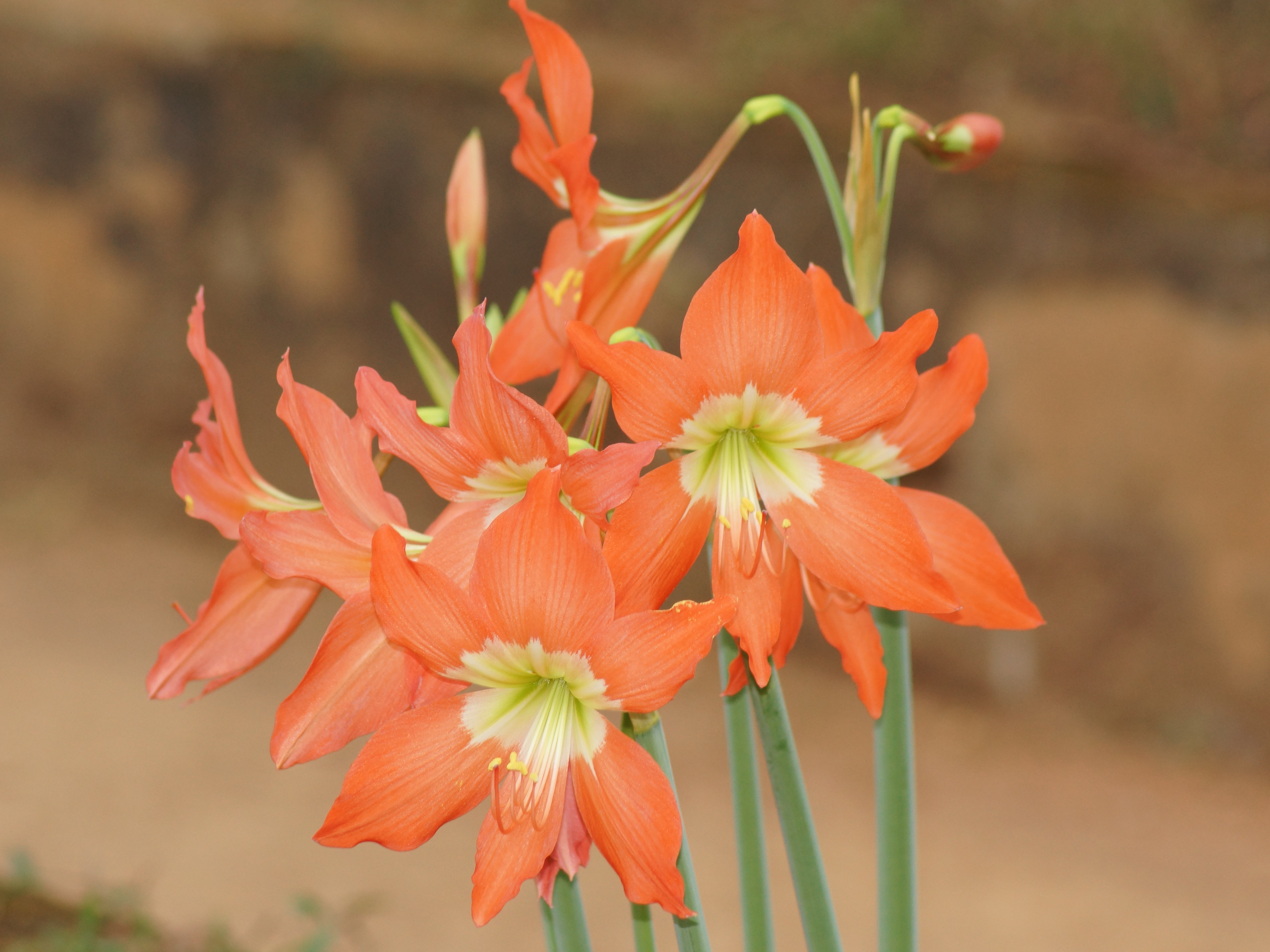
キンサンジコ
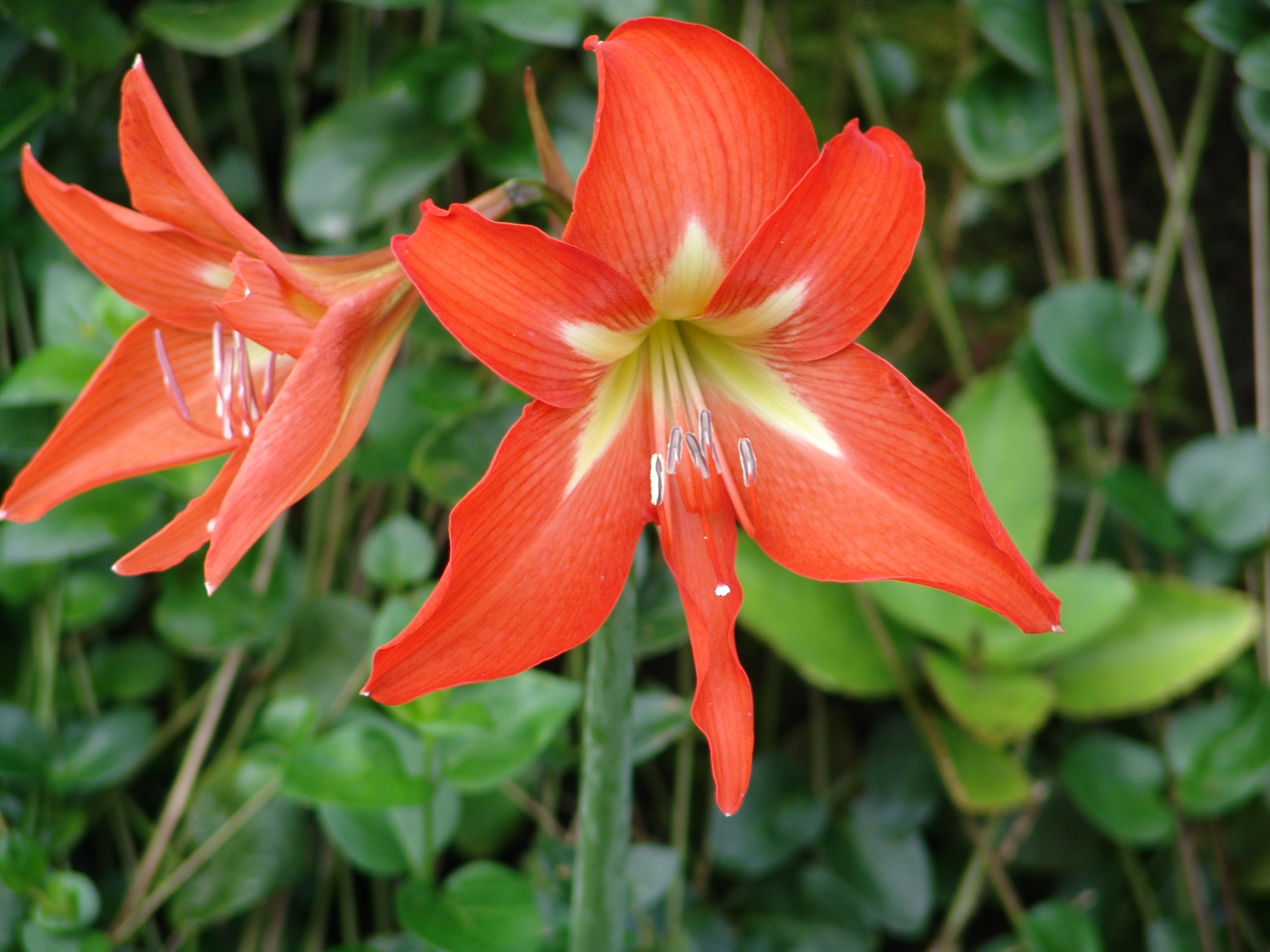
ジャガタラズイセン

## ホンアマリリス属の『アマリリス』
ホンアマリリス（学：Amaryllis）はヒガンバナ科に含まれる属の一つ。または、アマリリス属に含まれる植物の総称。和名はホンアマリリス属。ヒッペアストルム属のアマリリス（園芸分類上のアマリリス）との混同を避けるため、ベラドンナリリーとして呼ばれる。南アフリカ共和国の喜望峰周辺が自生地及び原産地の球根植物である。開花期は真夏～中秋頃までで、長い花茎の先端に10輪程度花をつける。花は細長く筒状で先端が顕著に反り返って開花する為、ユリの花（特にテッポウユリ）を彷彿とさせる。花期が終わる晩秋頃には球根から長さ50㎝程度で光沢のある細長い葉を左右交互に出しながら成長していく。現在アマリリス属に残っている種は二種のみであり、他は新しい属へ移動となった。違いの詳細については、#アマリリス (ヒッペアストルム属) とホンアマリリスの違いを参照。

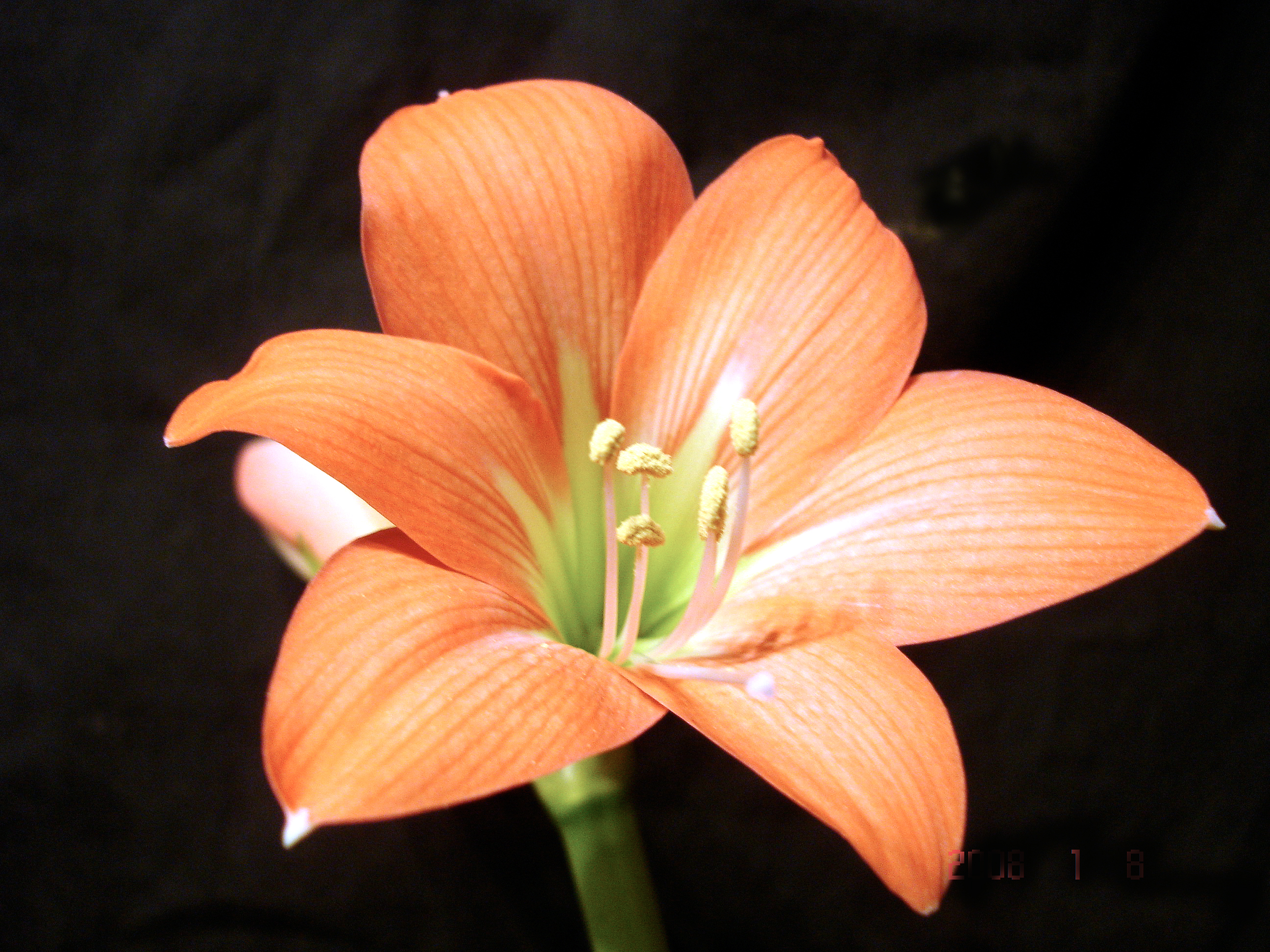
ベラドンナという品種だが、ホンアマリリス属ではない。柱頭が分かれていない。

## ウォースレヤ属の『アマリリス』
ブルーアマリリス（学：Worsleya procera）は、ヒガンバナ科に属する球根植物の一種。学名をそのまま読み、ワースレヤ、ウォースレヤとも呼ばれる。本種のみでブルーアマリリス属を構成する。原産地および自生地は、ブラジル南部でオルガン山脈の急峻な花崗岩（玄武岩）地帯に自生する。この事から「ブラジルの皇后」と言う別名がある。花は分枝した花茎の先端に3〜5輪付き、花弁の縁が波立った藤色に近い花が咲く。かつてはアマリリス属に分類されていたが、前述の二種のアマリリスとは草姿が大きく異なり、塊根植物（コーデックス）を髣髴とさせる太い茎と、それから出る鎌状の葉があり、特異な見た目をしている。非耐寒性の植物にはなるが、0℃までなら寒さに耐える事が出来る。近縁種にはグリフィニア属がある。

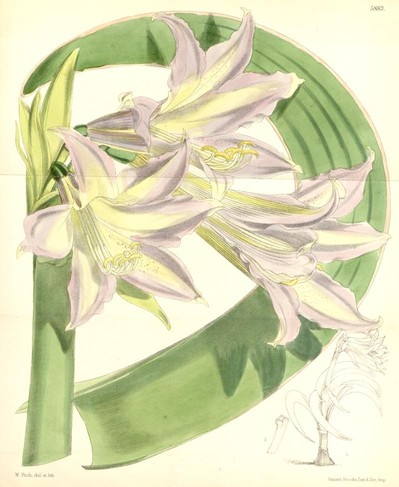
ブルーアマリリスのスケッチ

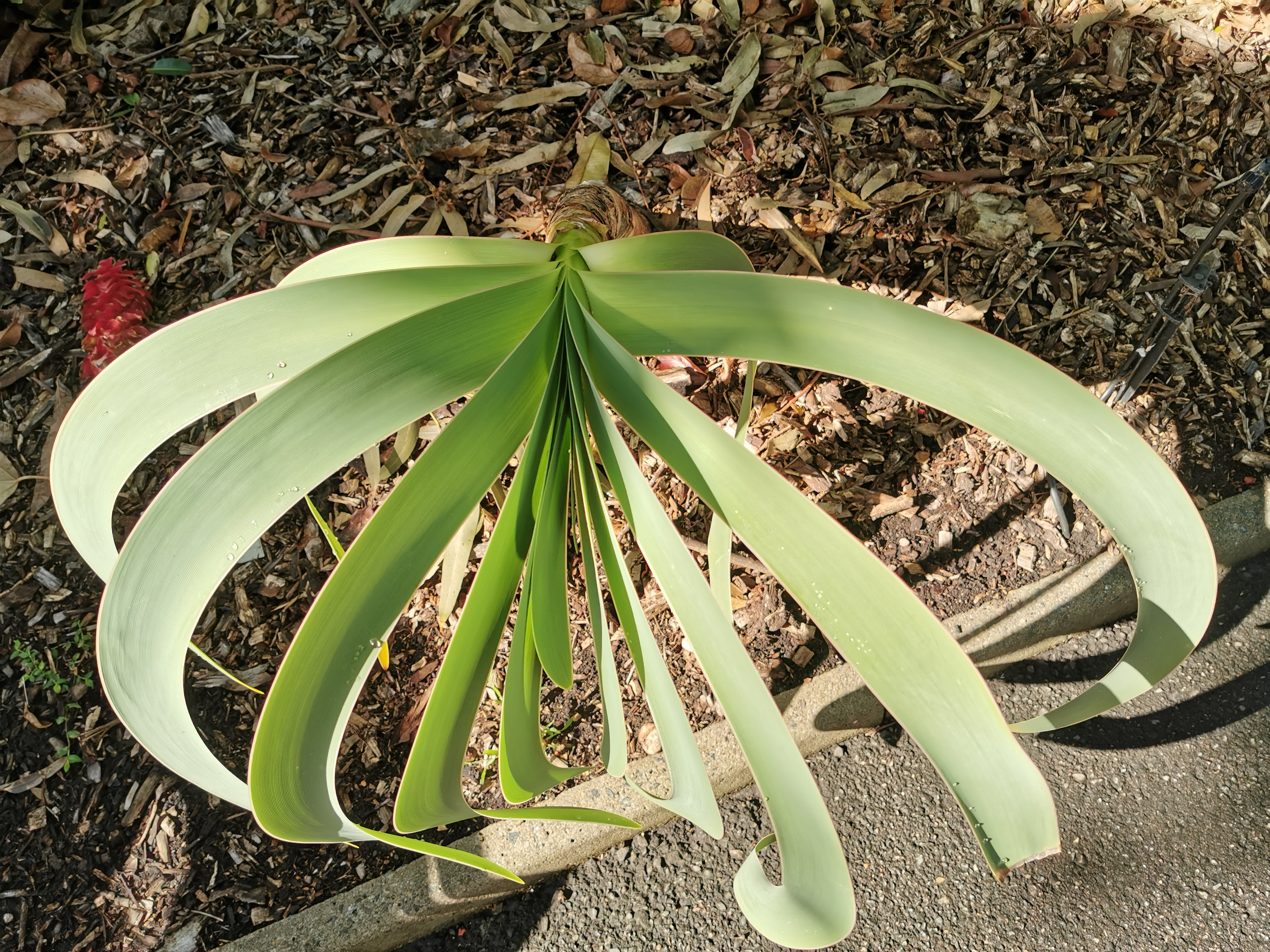
葉は大きく湾曲する

## ヒッペアストルム属とホンアマリリス属の違い
ここで示す判別の方法はあくまでも一例にすぎない。
原産地及び自生地の点でも、ヒッペアストルム属はラテンアメリカにかけて広く生息しているに対し、ホンアマリリス属の植物は、南アフリカ共和国の北ケープ州、喜望峰周辺の狭い範囲が自生地となっている。
- 開花時に葉が出ているか出ていないか

ヒッペアストルム属の種は開花時に、葉と花が同時に地上部に出てくる。

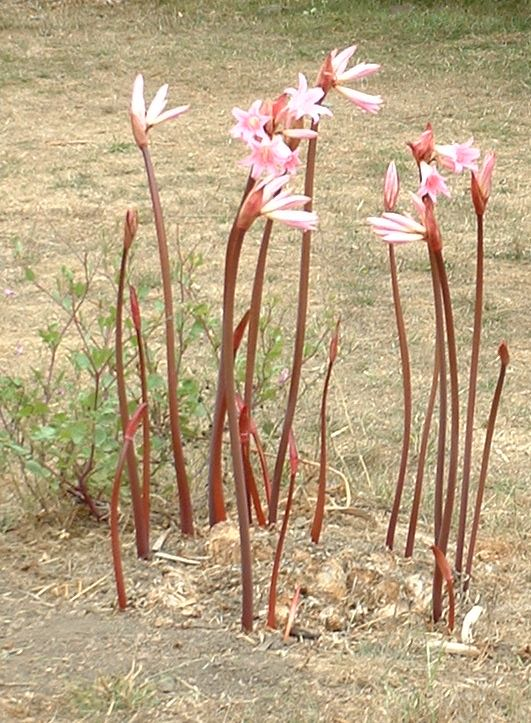
ホンアマリリスは開花時に葉は出ていない。
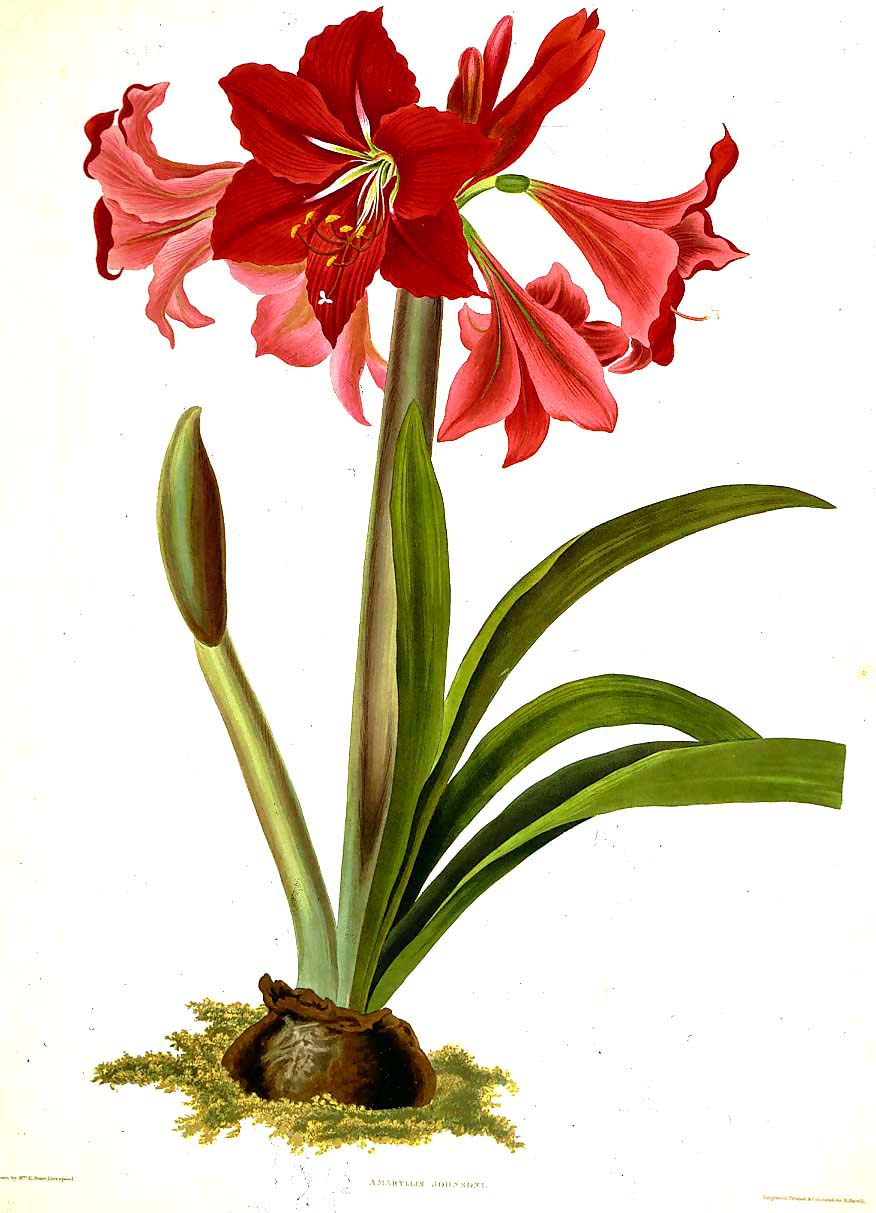
ヒッペアストルム属のアマリリスは開花時に地上に葉が出ている　(ジョンソニー)
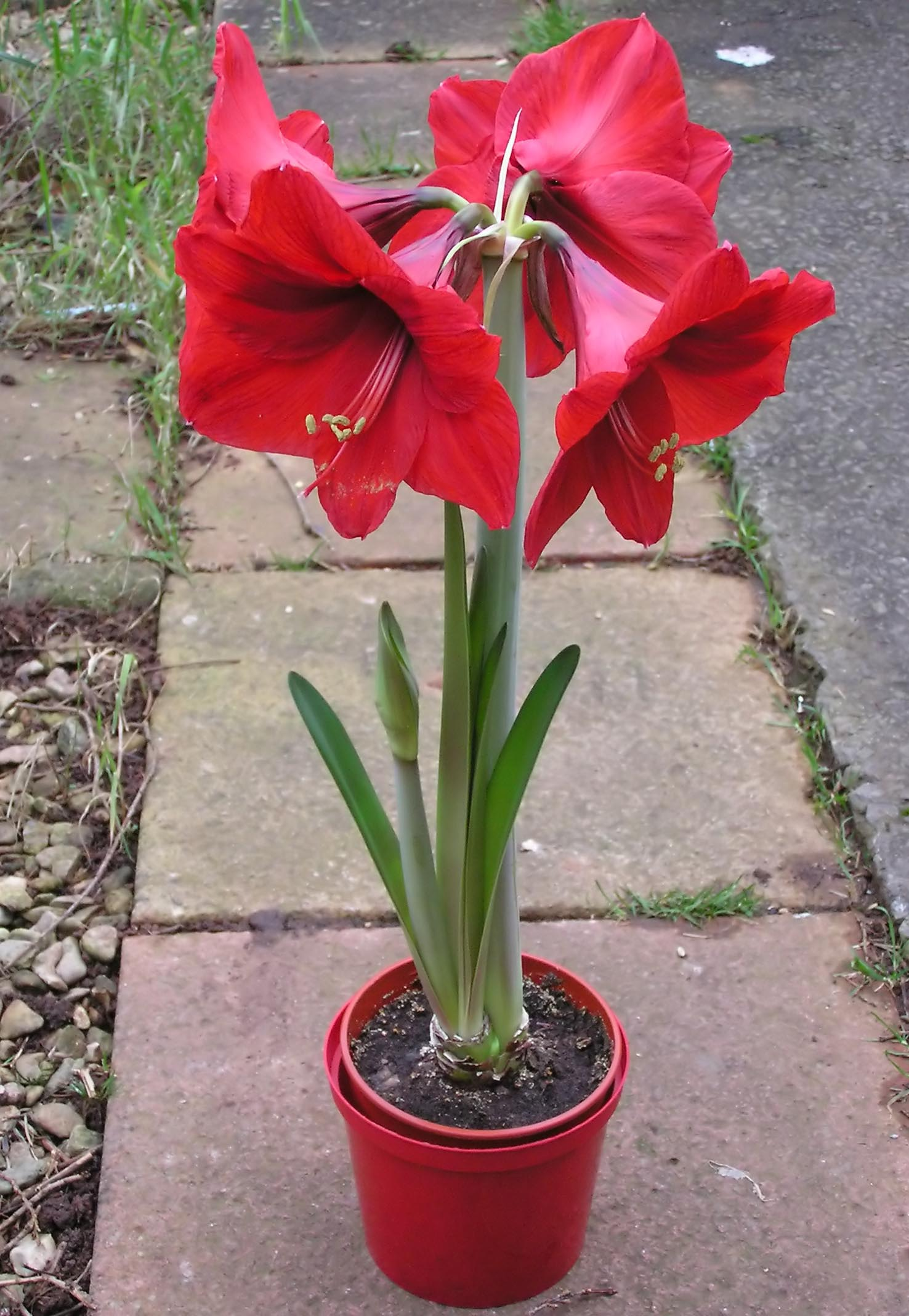

- 柱頭が分かれているか分かれていないか（分かれていない品種もある）

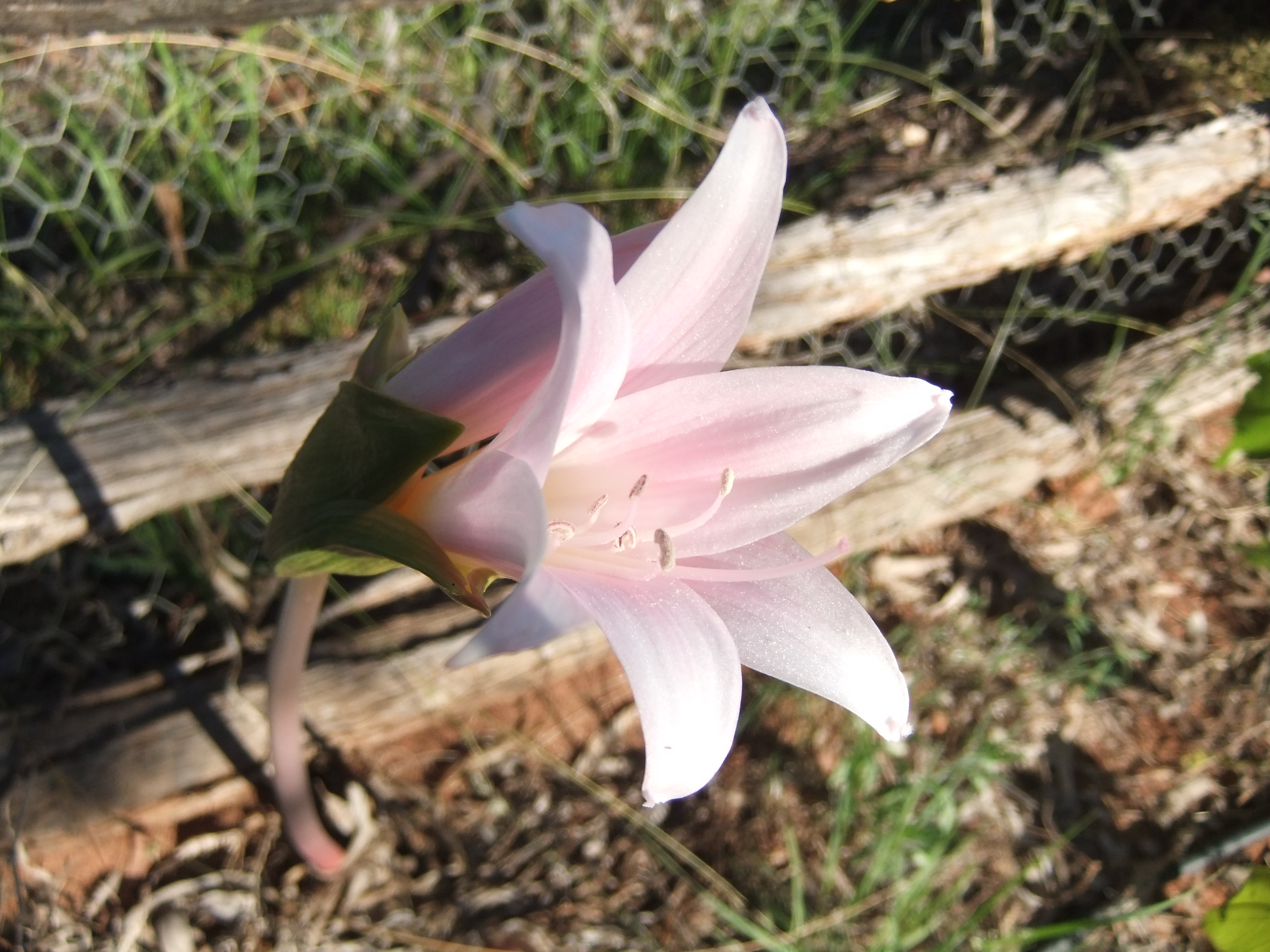
先端は分かれない（大きく突き出しているのが雌蕊）
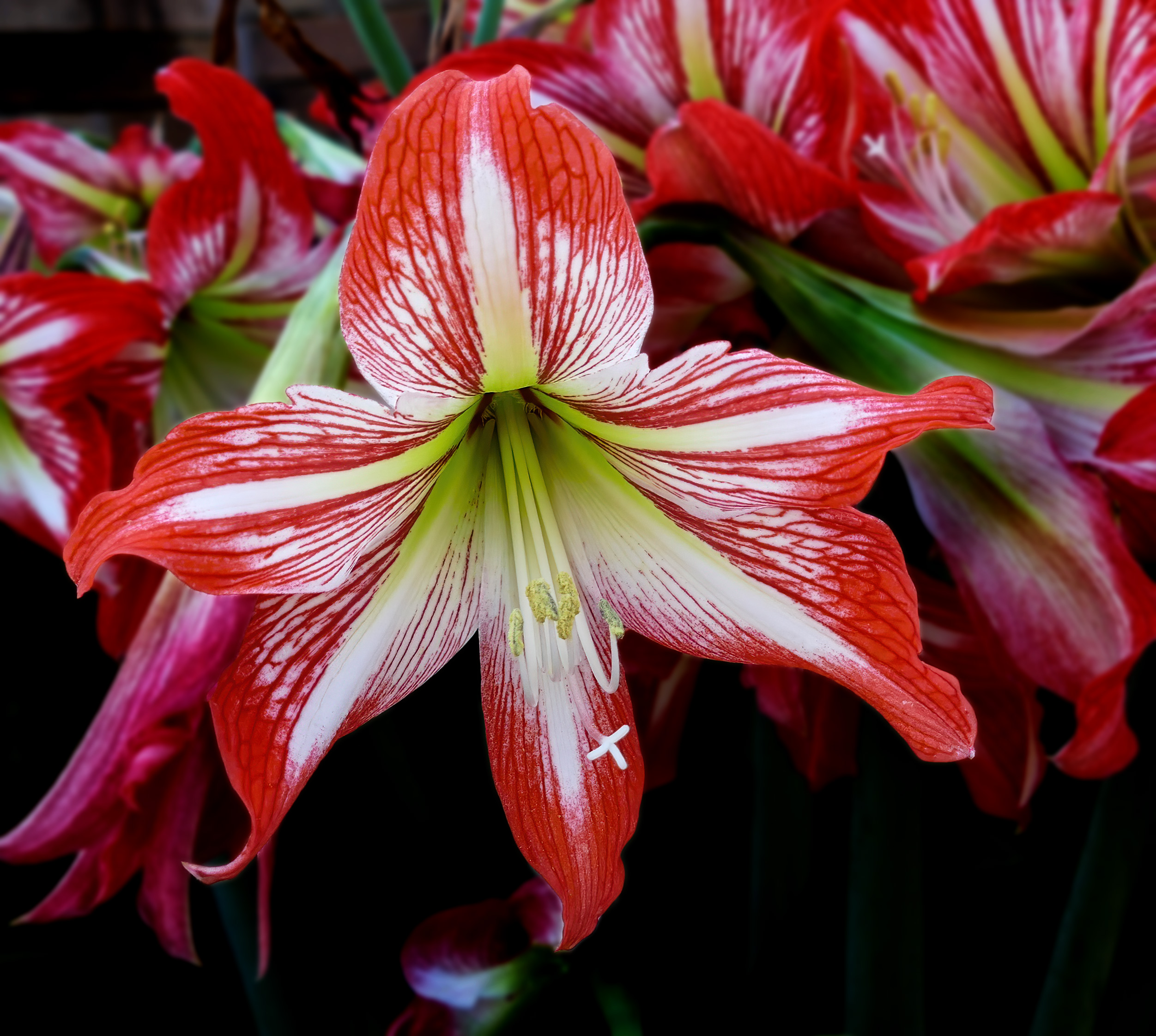
柱頭が３裂している（中央の長い蕊が雌しべ）
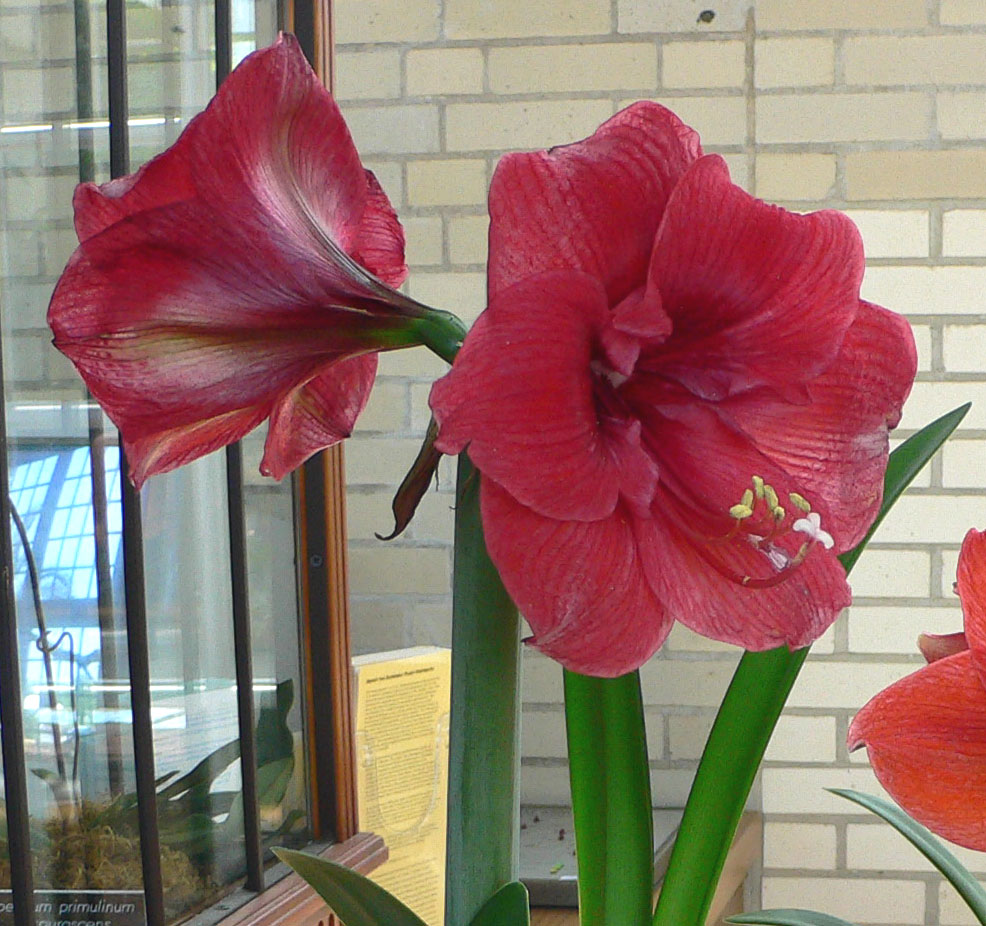
先端の白い部分が柱頭。

- 花の形状がユリに似て細長いか

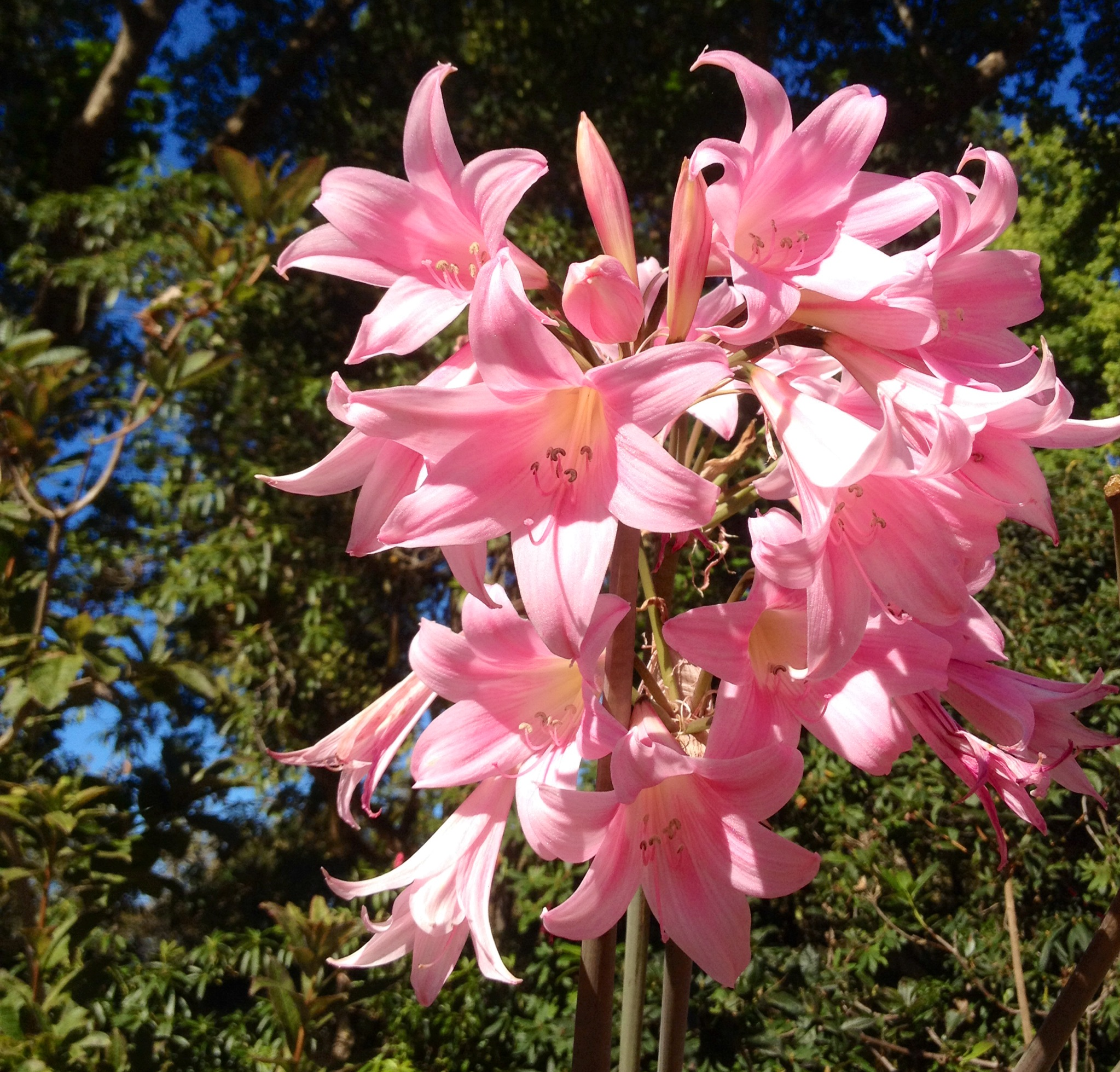
花は細長い。
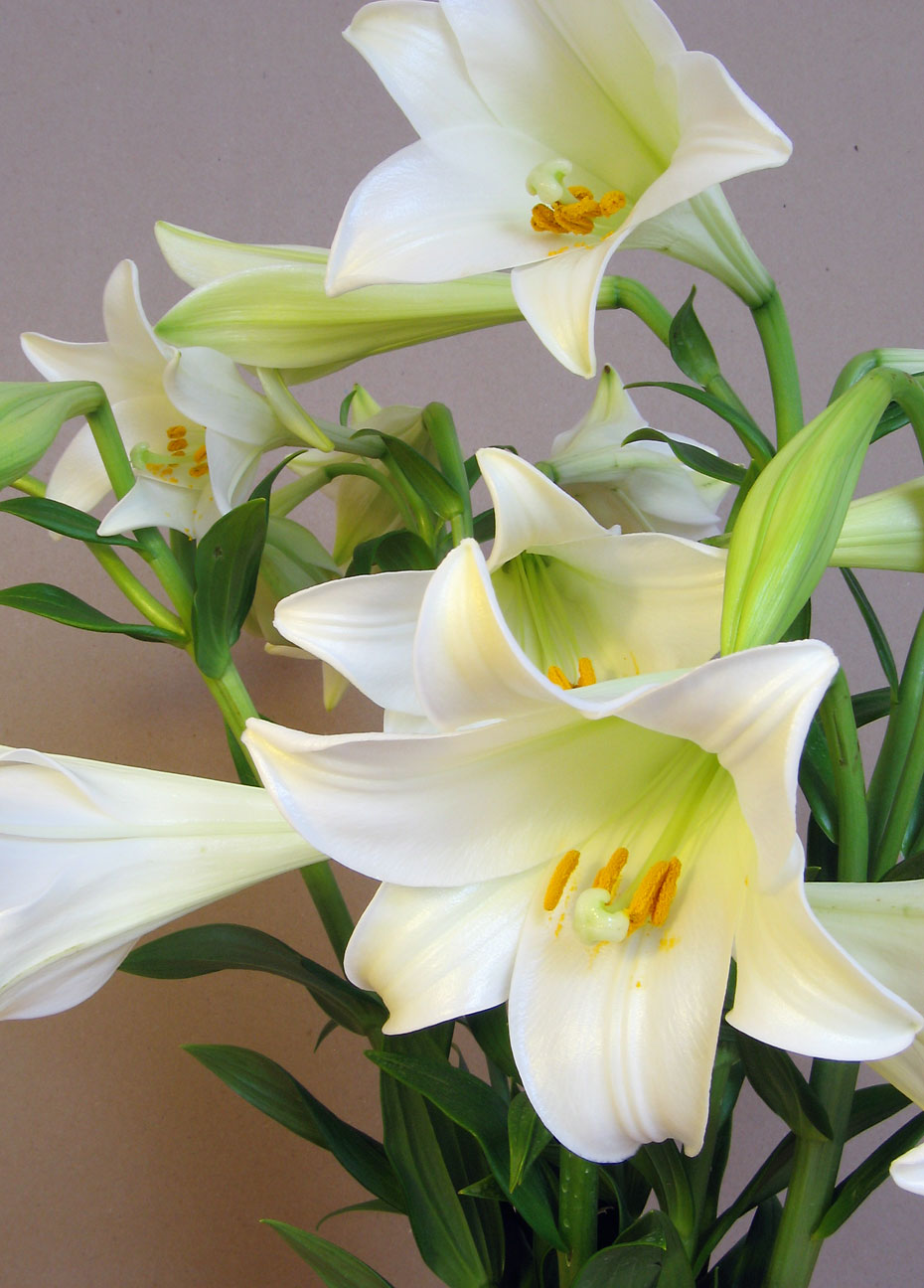
（参考）テッポウユリの花
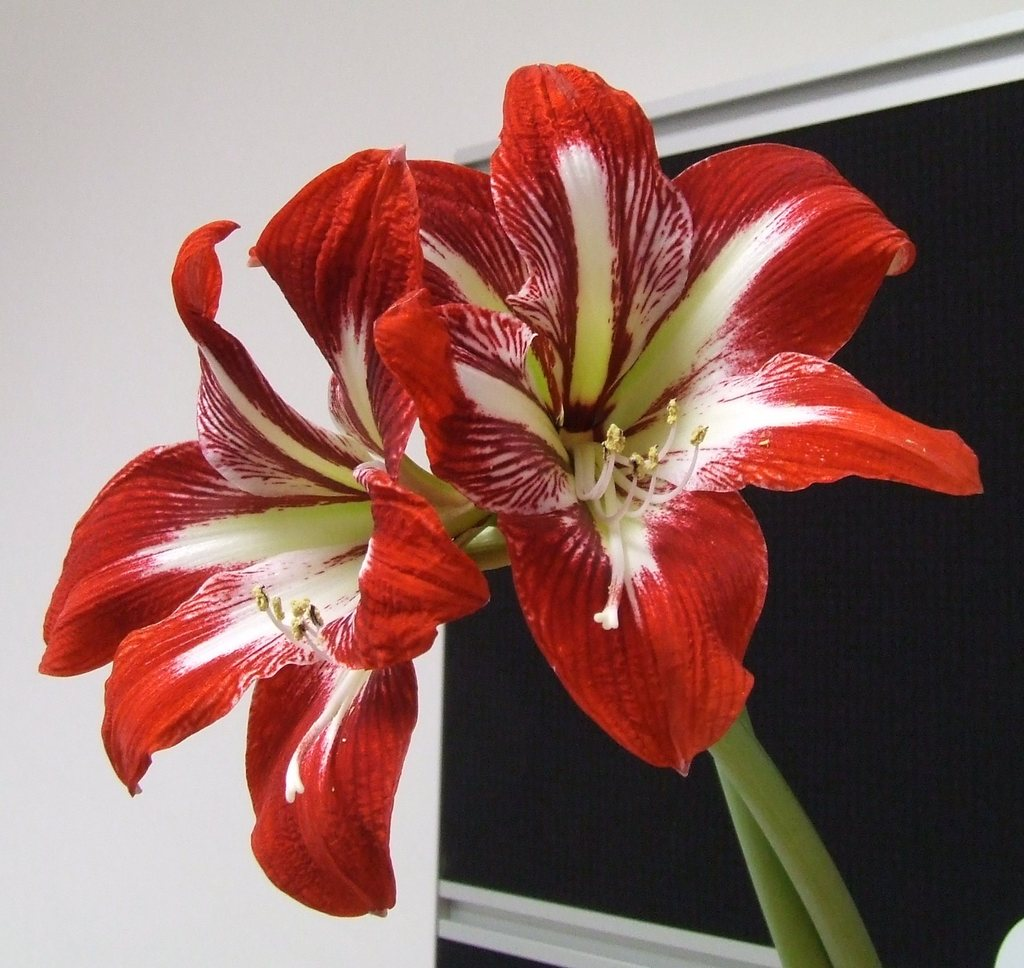
縦筋は目立たない
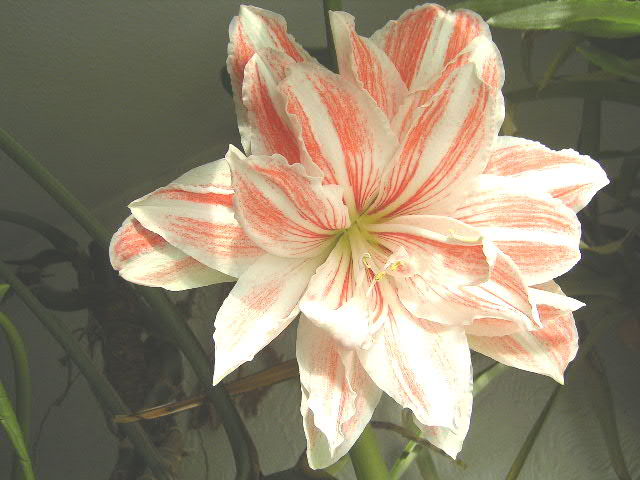

- 花茎先端の着花数

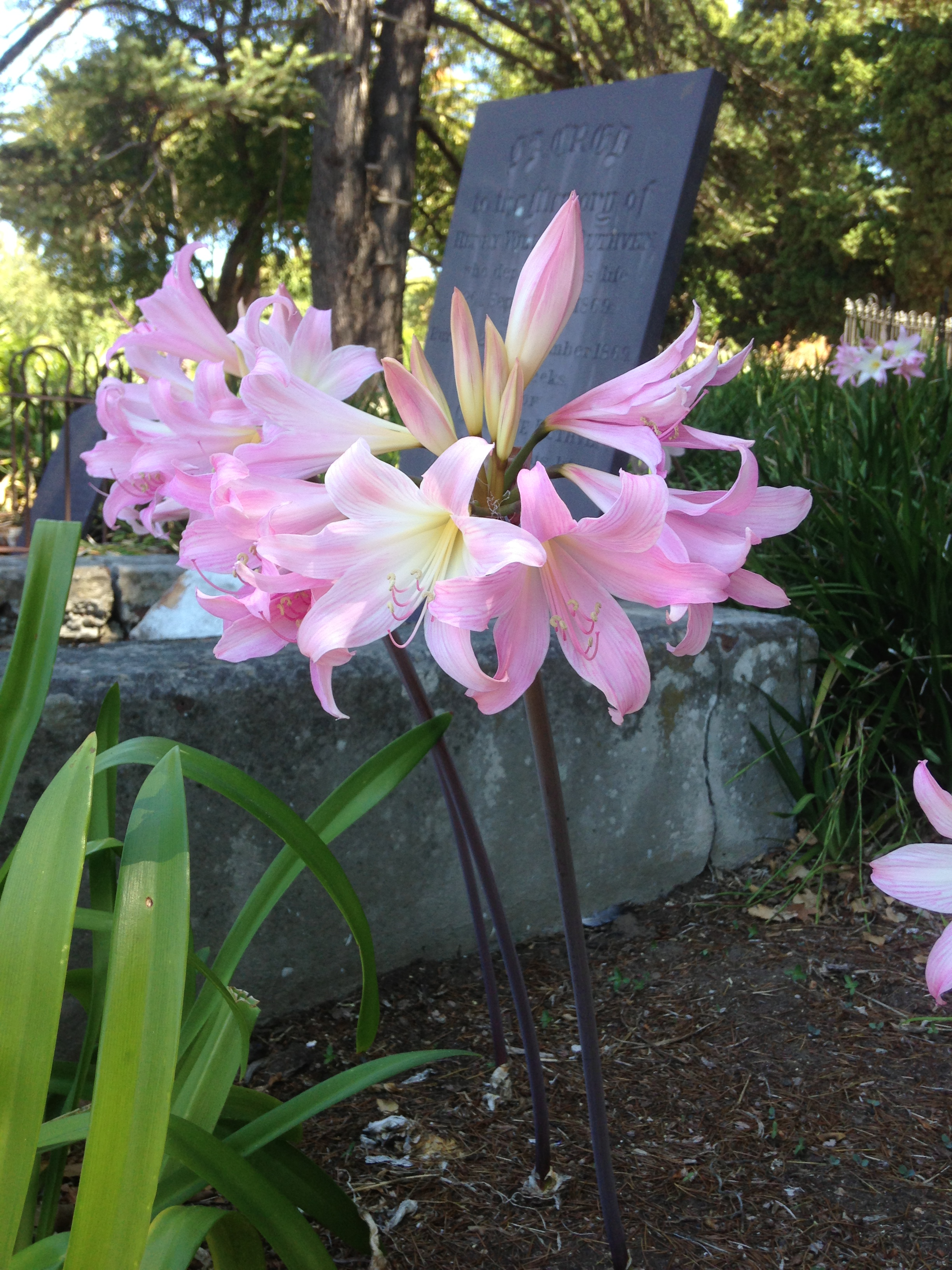
ホンアマリリスは多いと8輪以上着花する（個体差がある）
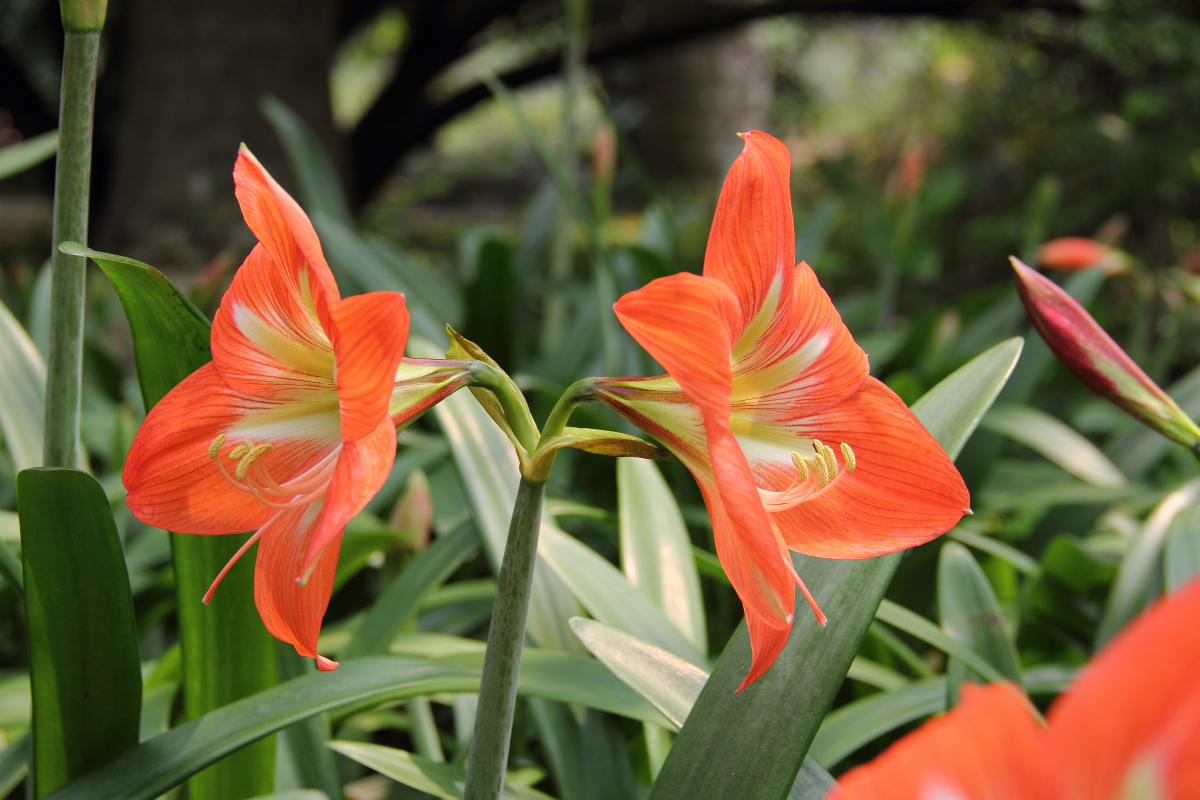
ヒッペアストルム属のアマリリスの着花数は比較的少ない傾向にある
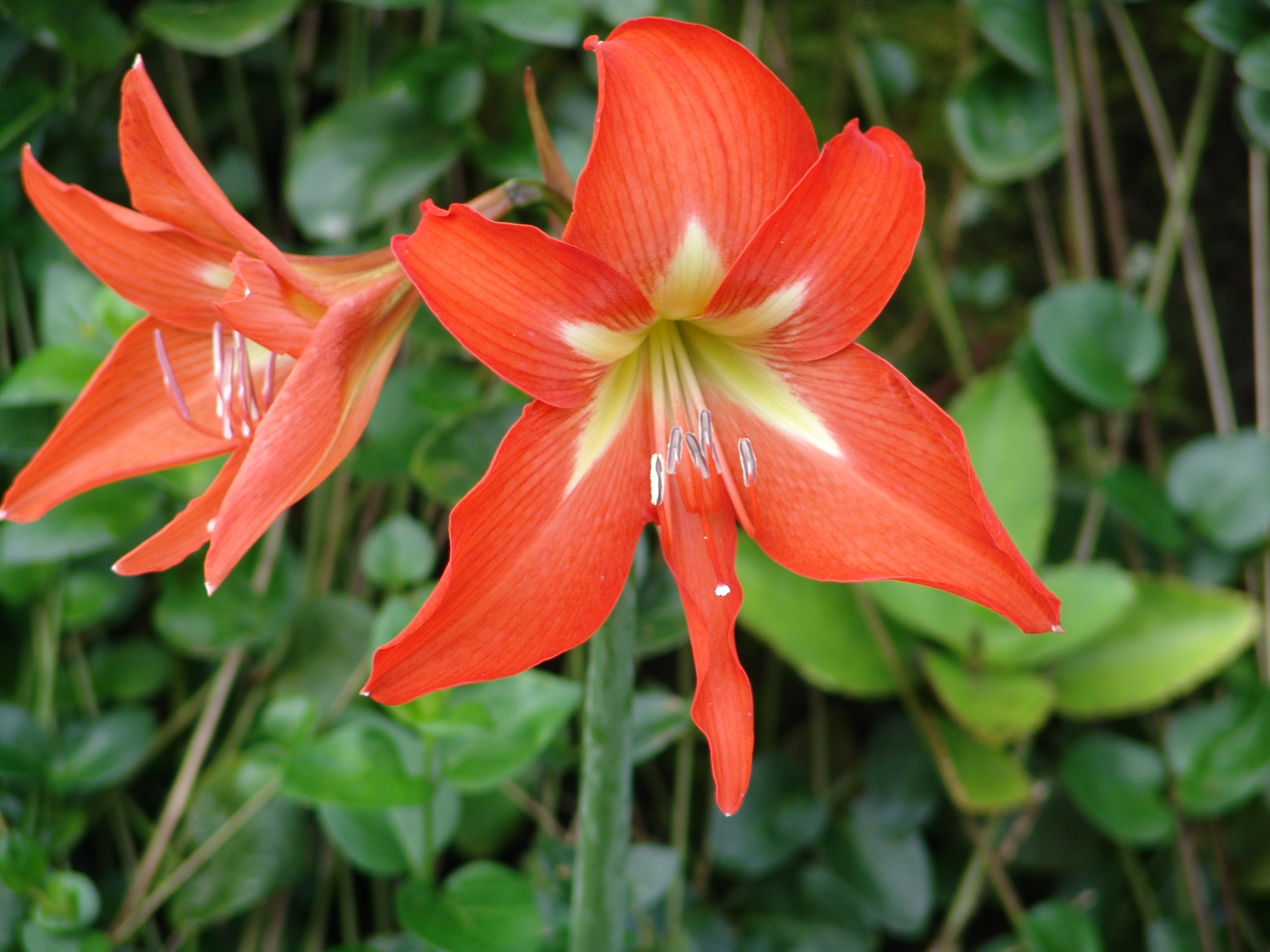